# 下士官 (日本海軍)
大日本帝国海軍の下士官（だいにほんていこくかいぐんのかしかん）は、帝国海軍の下士官について詳述する。

## 概説
大日本帝国海軍では、下士官に任官するためには勤務成績が良好なばかりでなく、予科練などを除くと原則として下士官任用試験に合格する必要があった。このため多くは、各種学校（砲術学校や水雷学校など）の普通科練習生を卒業し、その証としての特技章を持っていることが必要条件であった。（第二次世界大戦末期には基準が緩和され、特技章なしで上等兵曹まで昇進した者もいる）。各兵種（飛行兵や整備兵など）においては当時としては高度な知識と技能の教育が行われた。（解析学、物理学、気象学なども教育された。）平時は、水兵として入団してから下士官に任官するのには最短で約4年半、入団から准士官まで昇進するのには最短約12年半を要した。実際には優秀な人でも兵曹長までに15年程度を要したようである。准士官昇進直前の下士官は軍服の腕に縫いつける善行章（海軍在勤3年につき1本を付与される。15年在勤で5本になるが、不祥事があると褫奪される。付与本数は最高5本）の様子から「洗濯板」と俗称され畏敬された。上等兵曹の最先任者のうち人格、勤務成績共に優れているものは「先任下士官」に任命され、将校と下士官兵との接点役になり、一般の下士官兵からは士官以上に畏敬された。

## 沿革

### 明治元年から明治4年にかけて
海軍では明治元年から明治3年・明治4年の際に政府直隷の艦船及び旧諸藩より献納した艦船における乗組員の官職名のうち実地軍人の職務に従事していたものは、官等表に掲載する純然たる本官ではなくとも服役年計算の際に総て軍人として取り扱うことにしており 、艦船乗組員の官職名のうち下士と看做すものには一等下士官、二等下士官、機関士補（きかんしほ）、水火夫小頭（すいかふ・こがしら）、水火夫小頭助等がある   。
1870年8月8日（明治3年7月12日）に兵部省海軍下等士官以下月給表を制定しており、これに掲載している海軍下等士官（かとうしかん）以下のうち卒を除いたものは以下である。
- 水夫上長（すいふじょうちょう[18]）
  - 一等水夫長（いっとう・すいふちょう[18]）、二等水夫長、三等水夫長
  - 水夫長試職
- 按針手上長
  - 一等按針手、二等按針手、三等按針手
  - 按針手試職
- 砲手上長（ほうしゅ[19]・じょうちょう）
  - 一等砲手、二等砲手、三等砲手
  - 砲手試職
- 鼓手長（こしゅ[20]・ちょう）
- 楽手長（がくしゅ[21]・ちょう）
- 木工長（もっこうちょう[22]）
  - 一等木工（いっとう・もっこう[22]）、二等木工、三等木工
  - 木工試職
- 一等理事（いっとう・りじ[23]）、二等理事
- 一等療養夫（いっとう・りょうよう[24]・ふ）、二等療養夫
- 一等穀供長（いっとう・こっく[25]・ちょう）、二等穀供長、三等穀供長
- 一等縫帆、二等縫帆、三等縫帆
- 機械手上長
  - 一等機械手、二等機械手、三等機械手
  - 機械手試職
- 一等鍛冶（いっとう・たんや[26]）、二等鍛冶、三等鍛冶

海軍はイギリス式を斟酌して編制する方針を1870年10月26日（明治3年10月2日）に示してている。
1871年2月11日（明治3年12月22日）に海軍服制を定めて軍服や階級章を規定している。将士の部、下等士官以下の部と図面があり、下等士官以下の部で曹長から卒までの服制を定めた。図面にはその形状が描かれている。
下等士官以下の部では将士と区別して帽、帽星、服、肘上章、紐釦、袴、短胴服（チョッキ）を規定した 。
帽で曹長、権曹長、軍曹、伍長、卒を区別し、曹長以下軍曹以上の紐釦はは黄銅桜花錨、伍長以下の釦は黄銅錨とした  。
曹長以下軍曹以上は肘上章により水夫長、按針手、砲手、機関手、縫帆手、木工、鍜治を区別した 。
伍長は肘上章により一等水夫と一等火夫、卒は肘上章により二等水夫と二等火夫を区別した 。
1871年4月7日（明治4年2月18日）に兵部省軍艦乗組官員月給表を制定しており、今まで軍艦乗組の士官以下の月給について艦中の見込みで決めていた場合でも官位相当の月給とした。
これに掲載している軍艦乗組官員のうち卒を除いたものは以下である。
- 艦内教授役（かんないきょうじゅやく[38]）、二等艦内教授役
  - 艦内教授役介（かんないきょうじゅやくすけ[38]）、二等艦内教授役介、三等艦内教授役介
- 肝煎（きもいり[39]）、二等肝煎、三等肝煎
  - 肝煎介（きもいりすけ[39]）、二等肝煎介、三等肝煎介
- 筆生（ひつせい[40]）、二等筆生（にとうひっせい[41]）、三等筆生（さんとうひっせい[42]）
- 掌砲上長（しょうほうじょうちょう[43]）、二等掌砲上長
  - 掌砲長（しょうほうちょう[43]）、二等掌砲長、三等掌砲長
  - 掌砲次長（しょうほうじちょう[43]）
  - 掌砲長属（しょうほうちょうぞく[43]）
- 水夫上長、二等水夫上長
  - 水夫長、二等水夫長、三等水夫長
  - 水夫次長（すいふじちょう[18]）
  - 水夫長属（すいふちょうぞく[18]）
- 指揮官端舟長（しきかんたんしゅうちょう[44]、しきかんはしぶねちょう[注釈 10]）
  - 艦長端舟長（かんちょうたんしゅうちょう[46]、かんちょうはしぶねちょう[注釈 10]）
  - 大端舟長（だいたんしゅうちょう[47]、だいはしぶねちょう[注釈 10]）
  - 中端舟長（ちゅうたんしゅうちょう[48]、ちゅうはしぶねちょう[注釈 10]）
  - 小端舟長（しょうたんしゅうちょう[49] [26]、しょうはしぶねちょう[注釈 10]）
- 甲板長（かんぱんちょう[38]、こうはんちょう[注釈 11]）
  - 甲板次長（かんぱんじちょう[38]、こうはんじちょう[注釈 11]）、
  - 甲板長属（かんぱんちょうぞく[38]、こうはんちょうぞく[注釈 11]）
- 檣樓長（しょうろうちょう[51]）
  - 檣樓長属（しょうろうちょうぞく[51]）
- 案針長（あんじんちょう[52]、あんしんちょう[注釈 12]）
  - 案針次長（あんじんじちょう[52]、あんしんじちょう[注釈 12]）
  - 案針長属（あんじんちょうぞく[52]、あんしんちょうぞく[注釈 12]）
- 信号長（しんごうちょう[54]）
  - 信号次長（しんごうじちょう[54]）
  - 信号長属（しんごうちょうぞく[54]）
- 帆縫長（はんほうちょう[55]、ほぬいちょう[56]）
  - 帆縫次長（はんほうじちょう[55]）
  - 帆縫長属（はんほうちょうぞく[55]）
- 造綱長（ぞうこうちょう[57]）
  - 造綱次長（ぞうこうじちょう[57]）
  - 造綱長属（ぞうこうちょうぞく[57]）
- 船艙長（せんそうちょう[58]）、二等船艙長
- 木工上長（もっこうじょうちょう[22]）、二等木工上長
  - 木工長、二等木工長、三等木工長
  - 木工次長（もっこうじちょう[22]）
  - 木工長属（もっこうちょうぞく[22]）
- 槇筎師（まいはだし[59][注釈 13]）
- 塗師（ぬし[62]）
- 桶師（とうし[63]、おけし[64]）
- 機関士副（きかんしふく[5]）、二等機関士副、三等機関士副
- 火夫長（かふちょう[65]）
  - 火夫次長（かふじちょう[65]）
  - 火夫長属（かふちょうぞく[65]）
- 鍛冶長（たんやちょう[26]、かじちょう[66]）、二等鍛冶長
  - 鍛冶次長（たんやじちょう[26]）
  - 鍛冶長属（たんやちょうぞく[26]）
- 兵器師（へいきし[67]）
- 大艦厨宰（だいかん[68]・ちゅうさい[69]）、中艦厨宰（ちゅうかん・ちゅうさい[69]）、小艦厨宰（しょうかん[70]・ちゅうさい[69]）
  - 厨宰介（ちゅうさいすけ[69]）
- 大艦割烹（だいかん[68]・かっぽう[12]）、中艦割烹（ちゅうかん[69]・かっぽう[12]）、小艦割烹（しょうかん[70]・かっぽう[12]）
- 病室厨宰（びょうしつちゅうさい[71]）
- 看病人長（かんびょうにんちょう[38]）

### 明治4年8月
1871年（明治4年8月）に官等15等を設けて八等以下を判任とし、兵部省官等表に曹長、権曹長及び軍曹を置いて十一等から十三等までに当てた 。
下等士官以下の降級・昇級のときは艦船長の見込みを以って艦隊指揮に申し出て検査を遂げた上で昇級させた。もっとも艦隊指揮が不在のときは艦船長が同様の手続きを行うこととした。ただし、水兵本部に於いて昇級するときは諸艦船長が立ち会って検査を遂げて手続きした。また、これまで下等士官以下が拝命のときはその艦において艦長が申し渡してきたけれども、1972年2月5日（明治4年12月27日）から権曹長以上は下等士官であっても兵部省本省において申し渡すことにする。さらに、1972年5月21日（明治5年4月15日）から降級・昇級等については少尉以下軍曹までは海軍省において伝達し、軍曹よりも下は所轄の艦船において伝達させることにする。
1872年2月20日（明治5年1月12日）に兵部省が定めた外国と国内の海軍武官の呼称によると、ウオルラント・ヲフヰサルを曹長に、チーフ・ペッチー・ヲフヰサルを権曹長に、ペッチー・ヲフヰサル・フィルスト・クラスを一等軍曹に、ペッチー・ヲフヰサル・セコンド・クラスを二等軍曹に、ペッチー・ヲフヰサル・ソルド・クラスを三等軍曹に、リーヂング・シーメンを一等伍長に、ヱーブル・シーメンを二等伍長に対応させている。
1872年3月26日（明治5年2月18日）の海陸軍刑律では将校、下士、卒夫の分類を設けて、およそこの律内で将校と称するは少尉以上、海陸軍武学生も同じ、下士と称するは伍長・水夫長以上としたが、1872年6月28日（明治5年5月23日）の改正により下士の定義を修正し、およそこの律内で下士と称するは軍曹以上、伍長・水夫長これに准すと改めた。
1872年5月23日（明治5年4月17日）に海軍の官名について諸艦船とも英国海軍官名録の通りに唱えさせることにした 。
英国海軍官名録に掲載されている中に下士に当たる名称として上頭下士 (Chief petty officer)、一等下士 (First-class Petty Officer)、二等下士 (Second-class Petty Officer) があり、これらの総称として下等官員 (Petty officers) がある。

#### 明治4年8月の海兵隊
海兵隊は明治4年8月に初めて募集編隊に着手し続いて隊中に軍曹・伍長以下の階級を設けるけれどもそのとき一定の規定をすることはなかった  。
1872年1月27日（明治4年12月18日）に水勇並びに楽隊の軍曹以下の月給を定め、その翌日に水勇並びに楽隊の軍曹・伍長は諸艦の裨官並びに押伍官に準じ取り扱いをすることにした。
1872年4月12日（明治5年3月5日）に各艦乗組裨官は改めて軍曹を命じ、各艦乗組押伍官・各艦乗組野砲海兵押伍官・各艦乗組伍長は改めて伍長を命じることにした 。1872年5月18日（明治5年4月12日）に、曹長以下伍長までの俸給制度が確定するまでの月給を定める。

### 明治5年9月
1872年10月3日（明治5年9月1日）に軍艦乗組官等表を施行し、中等士官（ちゅうとうしかん）に一等中士（いっとうちゅうし）・二等中士（にとうちゅうし）、下等士官に一等下士（いっとうかし）、二等下士（にとうかし）、三等下士（さんとうかし）を設け、少尉・曹長・権曹長・軍曹・伍長に相当し、すなわち官等15等のうち十等より十四等までにあたる。一等中士に、艦内教授役、掌砲上長、水夫上長、木工上長を置き、この3つを三上長（さんじょうちょう）という。軍艦乗組官等表の下士三等・伍長相当欄に在るものはすべて下士判任と海軍省は認定している。
海軍諸表便覧の皇国英国海軍官名比較表では軍艦乗組官等表の一等下士・二等下士・三等下士を、英国海軍官名録の上頭下士・一等下士・二等下士にそれぞれ対応させている。
一等中士以下を乗艦の官員に充て、曹長以下を海兵官員に充てることとした 。
1872年10月31日（明治5年9月29日）に海軍中等士官以下の服制を定める。
| 少尉相当   | 一等中士 | 艦内教授役   |        |          | 掌砲上長 | 水夫上長 | 水夫上長 |              |          |          |          |          |          |          |          |        | 木工上長 |        |      |      | 小機関士 |          |        |        |      |          |          |
| 曹長相当   | 二等中士 | 艦内教授役介 | 肝煎   | 筆生     | 掌砲長   | 水夫長   | 水夫長   |              |          |          |          |          |          |          |          |        | 木工長   |        |      |      | 機関士副 |          |        |        |      |          |          |
| 権曹長相当 | 一等下士 |              | 肝煎介 | 二等筆生 | 掌砲次長 | 水夫次長 | 水夫次長 | 指揮官端舟長 |          | 甲板長   |          | 按針長   | 信号長   | 帆縫長   | 造綱長   |        | 木工次長 |        |      |      | 火夫長   | 鍛冶長   |        | 厨宰   |      |          |          |
| 軍曹相当   | 二等下士 |              |        | 三等筆生 | 掌砲長属 | 水夫長属 | 水夫長属 | 艦長端舟長   | 大端舟長 | 甲板次長 | 檣樓長   | 按針次長 | 信号次長 | 帆縫次長 | 造綱次長 | 船艙長 | 木工長属 |        |      |      | 火夫次長 | 鍛冶次長 |        |        | 割烹 |          |          |
| 伍長相当   | 三等下士 |              |        |          |          |          |          | 中端舟長     | 小端舟長 | 甲板長属 | 檣樓長属 | 按針長属 | 信号長属 | 帆縫長属 | 造綱長属 |        |          | 槇筎師 | 塗師 | 桶師 | 火夫長属 | 鍛冶長属 | 兵器師 | 厨宰介 |      | 病室厨宰 | 看病人長 |

1873年（明治6年）2月12日に海軍武官の人事に関して達方手順大概を定め、中等士官・下等士官は降級・昇級を海軍省にて達、乗組替えを管轄長にて達とした。
軍艦乗組官等並びに日給表から兵器師の官名が漏れていたので明治6年7月8日にこれを追加し、更に槇筎・塗・兵器・桶の四師を槇筎工長（まいはだこうちょう 、しんじょこうちょう）・塗工長（とこうちょう）・兵器工長（へいきこうちょう）・桶工長（とうこうちょう、おけこうちょう）に改称した。

#### 明治5年9月の海兵隊
海兵隊では砲歩兵隊の官等を定め、その組織は曹長、権曹長、軍曹、伍長の下に砲兵及び歩兵がある  。
また、楽隊長（がくたいちょう）、楽隊次長（がくたいじちょう）、楽長、楽師（がくし）（官階11等から14等まで）を置きその下に楽手があり、鼓長（こちょう）、鼓次長（こじちょう）（官階13等から14等まで）を置きその下に鼓手及び喇叭手がある   。
| 等級   | 官名   | 官名     | 官名   |
| ------ | ------ | -------- | ------ |
| 十一等 | 曹長   | 楽隊長   |        |
| 十二等 | 権曹長 | 楽隊次長 |        |
| 十三等 | 軍曹   | 楽長     | 鼓長   |
| 十四等 | 伍長   | 楽師     | 鼓次長 |

明治5年10月の海軍省官等表に伍長を追加し正式な官名とした 。

### 明治6年8月の海軍
1873年（明治6年）8月8日の海軍武官官等表では下士（かし）の分類を設けたほか、権曹長を廃止した  。少尉以上を1等づつ進めて、十等を空けて曹長を十一等とした 。機関士副を再置し下士に分類した 。中士の名称を廃止し、11等から15等までを下士に分類した 。
海軍武官官等表中に海兵部を設け、下士は曹長、軍曹、伍長、楽隊長、楽隊次長、楽長・鼓長、楽師・鼓次長を掲載する 。
海軍武官官等改正の際に明治6年5月に海軍省が定めた曹長以下の外国名との比較によると、曹長をサーヂェント・メチヨルに、軍曹をサーヂェントに、伍長をコルポラルに対応させている。
従前の肝煎・肝煎介の名称は、警吏（けいり）・警吏補（けいりほ）に改めた 。
|        |      |  |              |        |          |          |          |              |          |          |          |          |          |          |          |        |          |          |        |        | 海兵部 | 海兵部   | 海兵部   | 軍医科 | 秘書科 | 主計科 | 主計科     | 主計科   | 主計科   | 主計科   | 機関科   | 機関科   | 機関科   |
| ------ | ---- |  | ------------ | ------ | -------- | -------- | -------- | ------------ | -------- | -------- | -------- | -------- | -------- | -------- | -------- | ------ | -------- | -------- | ------ | ------ | ------ | -------- | -------- | ------ | ------ | ------ | ---------- | -------- | -------- | -------- | -------- | -------- | -------- |
| 十等   |      |  | 艦内教授役   |        |          | 掌砲上長 | 水夫上長 |              |          |          |          |          |          |          |          |        | 木工上長 |          |        |        |        |          |          | 軍医副 | 秘書副 | 主計副 | 主計副     | 主計副   | 主計副   | 主計副   |          |          |          |
| 十一等 | 下士 |  | 艦内教授役介 | 警吏   | 一等筆生 | 掌砲長   | 水夫長   |              |          |          |          |          |          |          |          |        | 木工長   |          |        |        | 曹長   | 楽隊長   | 楽隊長   |        |        |        |            |          |          |          | 機関士副 | 機関士副 | 機関士副 |
| 十二等 | 下士 |  |              | 警吏補 | 二等筆生 | 掌砲次長 | 水夫次長 | 指揮官端舟長 |          | 甲板長   |          | 按針長   | 信号長   | 帆縫長   | 造綱長   |        | 木工次長 |          |        |        | 軍曹   | 楽隊次長 | 楽隊次長 |        |        |        | 艦内厨宰   |          |          |          | 火夫長   | 鍛冶長   |          |
| 十三等 | 下士 |  |              |        | 三等筆生 | 掌砲長属 | 水夫長属 | 艦長端舟長   | 大端舟長 | 甲板次長 | 檣樓長   | 按針次長 | 信号次長 | 帆縫次長 | 造綱次長 | 船艙長 | 木工長属 |          |        |        | 伍長   | 楽長     | 鼓長     |        |        |        |            | 艦内割烹 |          |          | 火夫次長 | 鍛冶次長 |          |
| 十四等 | 下士 |  |              |        |          |          |          | 中端舟長     | 小端舟長 | 甲板長属 | 檣樓長属 | 按針長属 | 信号長属 | 帆縫長属 | 造綱長属 |        |          | 槇筎工長 | 塗工長 | 桶工長 |        | 楽師     | 鼓次長   |        |        |        | 艦内厨宰介 |          | 病室厨宰 | 看病夫長 | 火夫長属 | 鍛冶長属 | 兵器工長 |
| 十五等 | 下士 |  |              |        |          |          |          |              |          |          |          |          |          |          |          |        |          |          |        |        |        |          |          |        |        |        |            |          |          |          |          |          |          |

1874年（明治7年）5月4日に太政官第49号布告により海兵部の官等を改正し、楽隊次長を廃止して鼓長・楽長の官等を12等とし鼓次長・楽師の官等を13等として楽隊長は鼓長・楽長以下を統べる。
1874年（明治7年）に佐賀の乱があり、この年に台湾出兵があった。
1875年（明治8年）4月23日に提督府が所轄してきた看病夫長（かんびょうふちょう）を軍医寮の管轄とする。
1875年（明治8年）11月12日に海軍武官及文官服制（明治6年11月改定）を布告した。このうち下士以下の服制については、海軍下士以下服制 と海兵隊服制・下 に掲載した。
1875年（明治8年）の海軍下士徴募試検法や同年に発行された『官職一覧』によると、艦内教授役及び三上長並びに下士の職掌や任用要件には次のようなものがあった。
曹長
曹長は、ときにまたあるいは本省の庶務に従事するのであたかも陸軍におけるものと似ていないところがある。しかし、その軍にあるときはおおむね陸軍と同じで、軍中の諸則を緊守し、専ら隊中各般の事務を管理し、諸員の勤惰行状を監督し、また隊中の会計及び諸記録等、総てこれらに属する一切の事を掌る。
軍曹
軍曹の職掌は曹長に亜ぐもので、各隊に附属して命を中少尉及び曹長に聴き、これを伍長以下の諸員に令す。そして諸物具を保存するに注意する等は、ことにこの官の掌るところになる。
伍長
伍長の職掌はあたかも軍曹と同じで、常に兵卒を訓戒してその行状を正しくし、また物具を保存する方法を教えて諸般の器具を整斉になるようにして、かつ兵卒の諸給料及びその戸籍調べ等のことを掌るものであった。
艦内教授役、艦内教授役介
艦内教授役は、軍艦・機関の運用及びその他艦内諸機械一切の用法等、総てこれらに属する諸般の事務を教授することを掌る。艦内教授役介の職掌は艦内教授役に亜ぐ。
艦内教授役の試験は、年齢21歳以上40歳以下で行状正しく、読書（国史略、日本外史、輿地誌略）・筆学・算術（数学・代数学・幾何学）等を詳らかに教授し得る者を要するとした。これは上等の試験法になるのでたとえ落第したとしても一技所長ある者はそれぞれ能に応じ艦内教授役介等の相当の職に採用することができた。
警吏、警吏補
警吏は、艦内を巡視し、諸員の勤惰及び不慮の災害等、総てこれらに属する一切のことを監視することを掌る。警吏補の職掌は警吏に亜ぐ。
警吏の試験は、年齢25歳以上40歳以下でかつて陸海軍兵士あるいは巡査・邏卒等に勤仕していた者であって行状正しく、殊に才智があっておよそ読書・筆学・算術に達し、平常往復の文を綴るに差し支えなきを得る者を要するとした。これは上等の試験法になるのでたとえ落第したとしても一技所長ある者はそれぞれ能に応じ警吏補等の相当の職に採用することができた。
筆生
一等筆生（いっとうひっせい）は、船艦の事務に属する諸般の往復文書等、書記一切のことを管掌する。二等筆生・三等筆生の職掌は一等筆生に亜ぐ。
掌砲上長、掌砲長、掌砲次長、掌砲長属
掌砲上長は、砲礮に属する一切の事務を管掌する。即ちその破損を補い不足を充しかつこれを保存するに注意する等は専らこの官の掌ることろになる。掌砲長・掌砲次長の職掌は掌砲上長に亜ぐ。掌砲長属の職掌は、長の命を受け砲礮一切の事務を処弁する。
掌砲上長の試験は、年齢21歳以上35歳以下で以前航海に従事し行状正しく従来砲術を学び、舶砲の使用並びに操練、各大小砲薬量の割合・薬包に火薬を装塡する法並びに火薬庫に貯蓄する法、空弾及び導火管の扱い、筒の口径に循い砲栓の製造、算術の大略等を能くし得て、軍艦掌砲職務及び要具を簡易に書記し得る者を要するとした。これは上等の試験法になるのでたとえ落第したとしても一技所長ある者はそれぞれ能に応じ掌砲長・掌砲次長若しくは掌砲長属等の相当の職に採用することができた。
水夫上長、水夫長、水夫次長、水夫長属
水夫上長は、艦内水工一切の事務を管掌する。即ちあるいは蒸気罐に水を注ぎ、あるいは竃火の強弱を計測する等は総てこの官の専ら任ずるところになる。水夫長・水夫次長の職掌は水夫上長に亜ぐ。水夫長属は長の命を受け艦内水工一切の事務を処弁する。
指揮官端舟長
指揮官端舟長の職掌は、諸器械等をある船から別の船に運漕する等、総て端舟 (Ship's boat) に属する一切の事務及びそれを指揮することを掌る。
艦長端舟長、中端舟長
艦長端舟長の職掌は、器械等を端舟に運漕する等のとき、舟中一切の事務を監視することを掌る。中端舟長の職掌は艦長端舟長に亜ぐ。
大端舟長、小端舟長
大端舟長の職掌は、殊に端舟の運用することを掌る。小端舟長の職掌は大端舟長に亜ぐ。
甲板長、甲板次長、甲板長属
甲板長は、船艦甲板上一切の事務を管掌する。即ちあるいは幕を張って雨を防ぎ、あるいは風を引いて艦室を換気する等のことを掌る。甲板次長の職掌は甲板長に亜ぐ。甲板長属は長の命を受け甲板上の事務を処弁する。
檣樓長、檣樓長属
檣樓長は、軍艦檣樓上の諸務を管掌する。即ち鐵楷を登り帆綱を繋ぐ等は総てこの官の掌るところになる。檣樓長属は長の命を受け檣樓上一切の事務を処弁する。
按針長、按針次長、按針長属
按針長・按針次長の職掌は羅盤を取ることで船艦の方向・位置を定める等のことを掌る。按針長属は長の命を受けてその事務を処弁する。
信号長、信号次長、信号長属
信号長・信号次長は、汽艦の入津・出港あるいは各所灯台の下を過ぎるとき汽笛の機関を動かすことでその信号を報じることを掌る。信号長属は長の命を受けて信号を報ずる事務を処弁する。
水夫上長の試験は、年齢21歳以上35歳以下で以前航海に従事した者で行状正しく、諸艦船・檣桁（マスト・帆桁）・綱具・諸帆の名称・用法・運用術等を了解し及び略図を画き、概略算術に達し並びに水夫長職務及び要具を簡易に書記することを要するとした。これは上等の試験法になるのでたとえ落第したとしても一技所長ある者はそれぞれ能に応じ相当の職に採用することができた。水夫上長以下信号長属までの業務は概ね同一になるので試験の上で各自所長と巧拙とに由ってそれぞれ職務を命ずることができた。
帆縫長、帆縫次長、帆縫長属
帆縫長・帆縫次長は、帆の破損を補いあるいは新たにこれを造る等のことを掌る。帆縫長属は長の命を受けてその事務を処弁する。
帆縫長の試験は、縦横種々の帆及び天幕等、各適応の帆布を用い以て尺度を定め巧みに裁縫するを要するとした。これは上等の試験法になるのでたとえ落第したとしても一技所長ある者はそれぞれ能に応じ帆縫次長若しくは帆縫長属等の相当の職に採用することができた。ただし、年齢21歳以上40歳以下の者であるべき事とした。
造綱長、造綱次長、造綱長属
造綱長・造綱次長は、帆綱及び諸般の用に供するところの綱あるいは索を造ることを掌る。造綱長属は長の命を受けその事務を処弁する。
造綱長の試験は、麻質の良否を監査して素索（シロウチヅナ）及び脂装索（チヤンウチヅナ）を綯製し並びに綯索機械（ツナウチキカイ）の用法を弁識するを要するとした。これは上等の試験法になるのでたとえ落第したとしても一技所長ある者はそれぞれ能に応じ造綱次長若しくは造綱長属等の相当の職に採用することができた。ただし、年齢21歳以上40歳以下の者であるべき事とした。
船艙長
船艙長は、船艦の前・後・中の船艙に積荷をする事務を掌る。
木工上長、木工長、木工次長、木工長属
木工上長は、匠工一切の事務を管掌する。即ち艦内の各処牖戸・墻壁のような物あるいはその破損を補いあるいは新たにこれを造る等のことを掌る。木工長・木工次長の職掌は木工上長に亜ぐ。木工長属は長の命を受けてその事務を処弁する。
木工上長の試験は、年齢21歳以上35歳以下で以前艦舶に従事した者で行い正しく、木工の手術に達し、能く船体の成り立ちを知り略図を画き、船身の虛隙を塡充し、檣桁破損の予防及び修繕、円材の新製、算術の大略並びに職務及び要具を簡易に書記するを要するとした。これは上等の試験法になるのでたとえ落第したとしても一技所長ある者はそれぞれ能に応じ木工長・木工次長若しくは木工長属等の相当の職に採用することができた。
槇筎工長
槇筎工長は、本艦あるいは端舟等の漏孔に槇筎を塡めて潮水が濫入することを防ぐことを掌る。
槇筎工長の試験は、船身の虛隙を塡塞する業に以前従事して最も巧みなる者を要するとした。これは上等の試験法になるのでたとえ落第したとしても一技所長ある者はそれぞれ能に応じ相当の職に採用することができた。ただし、年齢21歳以上40歳以下の者であるべき事とした。
塗工長
塗工長は、諸器具及び艦内房室の戸壁等の刷り剥がれるものを塗料あるいは白亜で塗り繕うことを掌る。
塗工長の試験は、艦船の内外を塗装する業に以前従事し、塗具の配合等を詳らかに弁識するを要するとした。これは上等の試験法になるのでたとえ落第したとしても一技所長ある者はそれぞれ能に応じ相当の職に採用することができた。ただし、年齢21歳以上40歳以下の者であるべき事とした。
桶工長
桶工長は、桶工一切のことを掌る。
桶工長の試験は、艦船使用の水桶、甲版洗桶その他桶類等を巧みに新製及び修繕するを要するとした。これは上等の試験法になるのでたとえ落第したとしても一技所長ある者はそれぞれ能に応じ相当の職に採用することができた。ただし、年齢21歳以上40歳以下の者であるべき事とした。
艦内厨宰、艦内厨宰介
艦内厨宰（かんないちゅうさい）は、艦内の賄方（食料の供給）一切の事務を掌る。艦内厨宰介（かんないちゅうさいすけ）の職掌は艦内厨宰に亜ぐ。
艦内割烹
艦内割烹（かんないかっぽう）は、菜肴を烹ることを掌る。いわゆる料理方になる。
艦内厨宰の試験は、年齢21歳以上で性質実直、才智があって能く会計上の算術に長し、読書・筆学及び通例の綴文に差し支えないことを要するとした。これは上等の試験法になるのでたとえ落第したとしても一技所長ある者はそれぞれ能に応じ艦内厨宰介等の相当の職に採用することができた。
病室厨宰
病室厨宰は、病室賄方を掌る。
看病人長
看病人長の職掌は、専らよく海軍の病人を看護することを掌る。
機関士副
機関士副の職掌は、少機関士を補助することを掌る。少機関士は機械の清潔、作用、運転及び修補、諸備品の出納、木石炭・諸油の費用等に殊にその責を任ずる。
機関士副の試験は、蒸気機械及び罐の成り立ち、諸部の名称並びに略図を製し、機械活動の理及び運転を掌ること、機械活動中不慮の破損処を修補する、工業算術の大略、通例の綴文並びに写字に差し支えないことを要するとした。これは上等の試験法になるのでたとえ落第したとしても一技所長ある者はそれぞれ能に応じ相当の職に採用することができた。ただし、年齢21歳以上40歳以下の者であるべき事とした。
火夫長、火夫次長、火夫長属
火夫長・火夫次長は機関科に属す。その職掌は専ら汽罐の火を焚くことを掌る。火夫長属は長の命を受けてその事務を処弁する。
火夫長の試験は、蒸気機械及び罐の成り立ち、諸部の名称並びに汽罐の保護安全の法及びその罐に応じて蒸気強弱の度を量知しあるいは機械及び罐を修繕する工事に長ずる者を要するとした。これは上等の試験法になるのでたとえ落第したとしても一技所長ある者はそれぞれ能に応じ火夫次長若しくは火夫長属等の相当の職に採用することができた。ただし、年齢21歳以上40歳以下の者であるべき事とした。
鍛治長、鍛治次長、鍛治長属
鍛治長・鍛治次長は、諸鉄器の破損するものを補う等、鍛工一切の事を掌る。鍛治長属は長の命を受けてその事務を処弁する。
鍛冶長の試験は、艦内諸部の機械・鉄具及び銅鉄釘の制作その他鉄具を鑢鑿（やすりがけ、穴開け）する等の工業に長する者を要するとした。これは上等の試験法になるのでたとえ落第したとしても一技所長ある者はそれぞれ能に応じ鍛冶次長若しくは鍛冶長属等の相当の職に採用することができた。ただし、年齢21歳以上40歳以下の者であるべき事とした。
兵器工長
兵器工長は、銃砲諸器及び刀剣の類一切の武器を造ることを掌る。
兵器工長の試験は、施條銃諸部の分解（トキハナシ）・集合・磨浄（ミガキ）・修繕等の事を弁識しあるいは大弾機（ハジキ）を製造して他の銃台に合しあるいは後覗（アトネライ）の釬着（ローツケ）並びに銃台を製造する等のことを要するとした。これは上等の試験法になるのでたとえ落第したとしても一技所長ある者はそれぞれ能に応じ相当の職に採用することができた。ただし、年齢21歳以上40歳以下の者であるべき事とした。
1876年（明治9年）7月5日達第69号により、楽長を10等として翌月に准士官となり、楽次長（がくじちょう）を11等、楽師を12等、楽手を13等とし、この下に楽生、楽生補があり官等はない   。そして楽長から楽生までに各1等・2等の区別を設ける  。

### 明治9年8月の海軍
1876年（明治9年）8月31日太政官第113号布告により海軍文武官等表を改正し、
機関士補はその名称を機関士副と入れ換えてかつ海軍省限りで命じるものから本官に改めて官階10等としたことで、機関士副が准士官となり機関士補は官階11等の下士となる  。この時に、主船寮や軍医寮等を廃止した。官階10等である掌砲・水兵・木工の三上長もまた准士官となり、艦内教授役・警吏等の階級を引き下げ 、筆生の名称を筆記（ひっき）に改めた。この月に海兵を解隊して水夫に採用し改めて「水夫」は「水兵」に改称した     。水夫上長以下はその名称を水兵上長、水兵長（すいへいちょう）、水兵次長（すいへいじちょう）、水兵長属（すいへいちょうぞく）に改め、槇筎工長・塗工長・兵器工長を十三等に進めて槇筎工長属（しんじょこうちょうぞく）・塗工長属（とこうちょうぞく）・兵器工長属（へいきこうちょうぞく）を置き十四等とし、楽手の下に楽生（がくせい）を置き十四等とした。
官等表に軍楽科を設け、軍楽科を武官にした。
| 文官   | 文官   | 文官     | 文官     | 武官   | 武官   | 武官         | 武官   | 武官     | 武官     | 武官     | 武官         | 武官     | 武官     | 武官     | 武官     | 武官     | 武官     | 武官     | 武官   | 武官     | 武官       | 武官     | 武官   | 武官     | 武官       | 武官   | 武官   | 武官   |          |        |        |            |          |          |
| 本省   | 本省   | 本省     | 裁判所   |        |        |              |        |          |          |          |              |          |          |          |          |          |          |          |        |          |            |          |        |          |            | 海兵部 | 海兵部 | 軍楽科 | 軍医科   | 秘書科 | 主計科 | 主計科     | 主計科   | 機関科   |
| ------ | ------ | -------- | -------- | ------ | ------ | ------------ | ------ | -------- | -------- | -------- | ------------ | -------- | -------- | -------- | -------- | -------- | -------- | -------- | ------ | -------- | ---------- | -------- | ------ | -------- | ---------- | ------ | ------ | ------ | -------- | ------ | ------ | ---------- | -------- | -------- |
| 十等   | 中録   | 少師     | 少主理   | 準士官 | 少尉補 |              |        |          | 掌砲上長 | 水兵上長 |              |          |          |          |          |          |          |          |        | 木工上長 |            |          |        |          |            |        |        | 楽長   | 軍医副   | 秘書副 | 主計副 | 主計副     | 主計副   | 機関士副 |
| 十一等 | 権中録 | 一等工長 | 一等書記 | 下士   |        | 艦内教授役   |        | 一等筆記 | 掌砲長   | 水兵長   |              |          |          |          |          |          |          |          |        | 木工長   |            |          |        |          |            | 曹長   | 曹長   | 楽次長 |          |        |        |            |          | 機関士補 |
| 十二等 | 少録   | 二等工長 | 二等書記 | 下士   |        | 艦内教授役介 | 警吏   | 二等筆記 | 掌砲次長 | 水兵次長 | 指揮官端舟長 |          | 甲板長   |          | 按針長   | 信号長   | 帆縫長   | 造綱長   |        | 木工次長 |            |          |        | 鍛冶長   |            | 軍曹   | 鼓長   | 楽師   |          |        |        | 艦内厨宰   |          | 火夫長   |
| 十三等 | 権少録 | 三等工長 | 三等書記 | 下士   |        |              | 警吏補 | 三等筆記 | 掌砲長属 | 水兵長属 | 艦長端舟長   | 大端舟長 | 甲板次長 | 檣樓長   | 按針次長 | 信号次長 | 帆縫次長 | 造綱次長 | 船艙長 | 木工長属 | 槇筎工長   | 塗工長   |        | 鍛冶次長 | 兵器工長   | 伍長   | 鼓次長 | 楽手   | 病室厨宰 |        |        |            | 艦内割烹 | 火夫次長 |
| 十四等 | 筆生   | 四等工長 | 四等書記 | 下士   |        |              |        |          |          |          | 中端舟長     | 小端舟長 | 甲板長属 | 檣樓長属 | 按針長属 | 信号長属 | 帆縫長属 | 造綱長属 |        |          | 槇筎工長属 | 塗工長属 | 桶工長 | 鍛冶長属 | 兵器工長属 |        |        | 楽生   | 看病夫長 |        |        | 艦内厨宰介 |          | 火夫長属 |
| 十五等 | 省掌   | 五等工長 | 五等書記 | 下士   |        |              |        |          |          |          |              |          |          |          |          |          |          |          |        |          |            |          |        |          |            |        |        |        |          |        |        |            |          |          |

1877年（明治10年）1月に官等を17等に増加しているが、この年は海軍文武官官等表に変更はない。
西南戦争（明治10年）はこの頃である。
1878年（明治11年）2月19日太政官第5号達により海軍文武官官等表から海兵部の部目を廃止した  。

### 明治15年6月の海軍
1882年（明治15年）6月、曹長・軍曹・伍長を廃止した。
各部の並びも機関部を軍医部よりも前に置いた。
九等・十等を准士官と称し、下士を3等に分けて十一等から十三等までに充て、共に判任とした。
下士に於いては一部の官名を統廃合して、一等兵曹（いっとうへいそう）・二等兵曹（にとうへいそう）・三等兵曹（さんとうへいそう）を置いた 。下士に於いては艦船航海中の際に在って常にある官を以って別の官の職務に充てざるを得ないことがあるため、従来の下士の中で掌砲次長・水兵次長・指揮官端舟長・甲板長・按針長・信号長・帆縫長・造綱長を廃止して更に一等兵曹を置き、掌砲長属・水兵長属・艦長端舟長・大端舟長・甲板次長・檣樓長・按針次長・信号次長・帆縫次長・造綱次長・船艙長を廃止して更に二等兵曹を置き、中端舟長・小端舟長・甲板長属・檣樓長属・按針長属・信号長属・帆縫長属・造綱長属を廃止して更に三等兵曹を置き、廃止した官の職務はその等級に応じて一等兵曹以下の職務とすることで、実際の便宜だけでなく経費節減の一端とした。
従前の機関士補は廃止して機関工上長・機関工長・一等機関工手（いっとうきかんこうしゅ）・二等機関工手（にとうきかんこうしゅ）・三等機関工手（さんとう・きかんこうしゅ）を置いた。機関室の職工については官が欠けていたので火夫長以下の中よりこれに充てて置いたけれども、元来火夫と職工とはその質が異なるため実際にその職を専掌する者がいないと大いに不便をきたし、かつ従前の機関士補は多く火夫長より昇任する者であって木工に於ける上長ような立場になるのでその名称は不適当であることから、機関工上長・機関工長・一等・二等・三等機関工手を置き機関士補は廃止した。
掌砲・水兵・木工・機関工の四上長は九等として、掌砲・水兵・木工・機関工の四長は十等としこれまた准士官に加えた 。
従前の木工長・木工次長を廃止して木工長属を三等に分けて一等木工長属（いっとうもっこうちょうぞく）、二等木工長属（にとうもっこうちょうぞく）、三等木工長属（さんとうもっこうちょうぞく）とし、火夫長属を二等に分けて一等火夫長属（いっとうかふちょうぞく）、二等火夫長属（にとうかふちょうぞく）とした。
下士は漸次その等を進め陸軍との衡平を得ることとした。
下士部の中に一等水雷工手（いっとうすいらいこうしゅ）、二等水雷工手（にとうすいらいこうしゅ）、三等水雷工手（さんとうすいらいこうしゅ）を置く。水雷は兵器の中で須要の位置をしめるところこれまで軍艦乗組員の中に専任の者がおらず実際に差し支えることが多いため水雷工手を置く。
従前は軍医科や主計科に属した下士についても一部の官名を統廃合して、一等主厨（いっとうしゅちゅう）・二等主厨（にとうしゅちゅう）・三等主厨（さんとう・しゅちゅう）を置いた。従来置いてきた艦内厨宰・同厨宰介・艦内割烹・病室厨宰の4官は実際は単にその本職に従事するだけに止まらず互いに補助させざるを得ない職掌なので、これらの4官を廃止して一等より三等までの主厨を置き従前の厨宰・割烹の職務は主厨の職務とした。
従前の看病夫長を廃止して一等看護手（いっとうかんごしゅ）・二等看護手（にとうかんごしゅ）・三等看護手（さんとうかんごしゅ）を置いた。従前の看病夫長はその等級が1等だけであるが艦船の大小や乗員の多寡に応じて配乗させるのに都合がよくないので看護手（かんごしゅ）と改めてその等を3等に分けた。
鍛冶次長及び楽生は廃止した。
槇筎工長・槇筎工長属の名称を塡筎工長（てんじょこうちょう）・塡筎工長属（てんじょこうちょうぞく）に改めた。
| 九等   | 判任 | 准士官 | 准士官 | 掌砲上長 | 水兵上長 | 木工上長     |        |            |          |            |          | 機関工上長   |              |              |              |        |          |          |            |        |
| 十等   | 判任 | 准士官 | 准士官 | 掌砲長   | 水兵長   | 木工長       |        |            |          |            |          | 機関工長     |              |              |              |        |          |          |            | 楽長   |
| 十一等 | 判任 | 下士   | 一等   | 一等兵曹 | 一等兵曹 | 一等木工長属 |        |            |          |            |          | 一等機関工手 | 一等水雷工手 | 火夫長       | 艦内教授役   | 警吏   | 一等筆記 | 一等主厨 | 一等看護手 | 楽次長 |
| 十二等 | 判任 | 下士   | 二等   | 二等兵曹 | 二等兵曹 | 二等木工長属 |        | 塡筎工長   | 鍛冶長   | 兵器工長   | 塗工長   | 二等機関工手 | 二等水雷工手 | 一等火夫長属 | 艦内教授役介 | 警吏補 | 二等筆記 | 二等主厨 | 二等看護手 | 楽師   |
| 十三等 | 判任 | 下士   | 三等   | 三等兵曹 | 三等兵曹 | 三等木工長属 | 桶工長 | 塡筎工長属 | 鍛冶長属 | 兵器工長属 | 塗工長属 | 三等機関工手 | 三等水雷工手 | 二等火夫長属 |              |        | 三等筆記 | 三等主厨 | 三等看護手 | 楽手   |
| 十四等 |      |        |        |          |          |              |        |            |          |            |          |              |              |              |              |        |          |          |            |        |
| 十五等 |      |        |        |          |          |              |        |            |          |            |          |              |              |              |              |        |          |          |            |        |
| 十六等 |      |        |        |          |          |              |        |            |          |            |          |              |              |              |              |        |          |          |            |        |
| 十七等 |      |        |        |          |          |              |        |            |          |            |          |              |              |              |              |        |          |          |            |        |

1882年（明治15年）8月4日に従来の官名を統廃合した兵曹と主厨の職務についてその分課を定める。
| 官名     | 分課         | 分課         | 分課         | 分課         | 分課         | 分課       | 分課         | 分課         | 分課         | 分課         | 分課   | 分課       | 分課   | 官名     | 分課     | 分課     | 分課     | 備考 |
| -------- | ------------ | ------------ | ------------ | ------------ | ------------ | ---------- | ------------ | ------------ | ------------ | ------------ | ------ | ---------- | ------ | -------- | -------- | -------- | -------- | --- |
| 一等兵曹 | 上等掌砲長属 | 上等水兵長属 | 将官端舟長   | 上等前甲板長 | 上等按針手   | 上等信号手 |              |              |              |              |        |            |        | 一等主厨 | 一等厨宰 | 一等割烹 |          | 三等兵曹に二等兵曹の職を命じ、二等兵曹に一等兵曹の職を命ずることができる。二等主厨以下もまたこれに準ずる。 |
| 二等兵曹 | 掌砲長属     | 水兵長属     | 一等前甲板長 | 艦長端舟長   | 按針手       | 一等信号手 | 大端舟長     | 一等大檣樓長 | 一等前檣樓長 | 一等後甲板長 | 船艙長 | 一等帆縫手 | 造綱手 | 二等主厨 | 二等厨宰 | 二等割烹 | 病室厨宰 | 三等兵曹に二等兵曹の職を命じ、二等兵曹に一等兵曹の職を命ずることができる。二等主厨以下もまたこれに準ずる。 |
| 三等兵曹 | 中端舟長     | 掌檣手       | 二等前甲板長 | 二等大檣樓長 | 二等前檣樓長 | 二等信号手 | 二等後甲板長 | 後檣樓長     | 二等帆縫手   | 小端舟長     |        |            |        | 三等主厨 | 三等厨宰 | 三等割烹 |          | 三等兵曹に二等兵曹の職を命じ、二等兵曹に一等兵曹の職を命ずることができる。二等主厨以下もまたこれに準ずる。 |

1884年（明治17年）4月19日に一等兵曹以下分課を改定して二等主厨の分課である病室厨宰を病室割烹に改めた。
1884年（明治17年）7月11日太政官第64号達で海軍武官官等表を改正し、掌砲上長・掌砲長・水兵上長・水兵長・塡筎工長・塡筎工長属を廃止して一等兵曹の上に兵曹上長・兵曹長を置き、兵曹上長は九等、兵曹長は十等とした。
1884年（明治17年）の軍艦職員条例及び旗艦増員表、並びに1885年（明治18年）の海軍艦内教授役警吏筆記採用規則、横須賀屯営条例、運用術練習艦条例、浦賀屯営条例、運用術教員概則及び横須賀屯営及石川丸第一回漕丸定員表によれば、下士以下を以て充てる軍艦の職員及び屯営の職員並びにその職掌には以下のものがあった。
なお、軍艦職員条例を定めたときに、兵曹主厨分課表を廃止した。
下士に共通する職掌
およそ下士は各分隊長（機関工手・火夫長・火夫長属は機関長）に隷属し、艦則を遵守し、同隊諸卒を誘導し、また分隊長の命を受け卒の身上に関する事件を取扱うことができる。下士は各分隊長に隷属するとしても当直中にあっては当直士官の指揮を受け、その他の職務に於いてはその主務官の指揮を受けることができる。横須賀鎮守府に属する横須賀屯営（海兵団の主な前身）では、補充下士卒は常に技芸に復習させるものとし、ただし時宜により艦船の事業に使役することができる。横須賀屯営に屯在の兵曹、木工長属、鍛冶長、兵器工長、塗工長、桶工長、艦内教授役、警吏、筆記、主厨、看護手以下はこれを分隊に編制し、機関工手・火夫長以下はこれを若干部に分けることができる。
砲術教授
砲術教授は兵曹を以てこれに充てる。砲術教授は砲術長若しくは掌砲長の指揮を受け操砲・操銃の教授を掌ることができる。軍艦職員の中で砲術教授は砲術練習艦において卒業の者を用いた。
水雷教授
水雷教授は兵曹を以てこれに充てる。水雷教授は水雷長の指揮を受け水雷操法の教授を掌ることができる。軍艦職員の中で水雷教授は水雷教科を卒業の者を用いた。
運用術教授
横須賀屯営では、運用術教授は兵曹を以てこれに充て、これを横須賀屯営の本営に配置する。
掌砲長属
掌砲長属は兵曹を以てこれに充てる。掌砲長属は砲術長の指揮を受け掌砲長を補助して兵器・弾薬を保護・出納し、弾薬庫・兵具庫を整頓することができる。掌砲長属は後甲板手第一部の長となるときは副長若しくは当直士官の指揮を受けることができる。また、掌砲長に事故があるときは教授に関する事務を除き先任の者がその職務を代理することができる。軍艦職員の中で掌砲長属は砲術練習艦において卒業の者を用いた。
掌水雷長属
掌水雷長属は兵曹を以てこれに充てる。掌水雷長属は水雷長の指揮を受け掌水雷長を補助して水雷に関する器具・物品を保護・出納し、水雷薬庫を整頓することができる。また、掌水雷長に事故があるときはその代理を為すことができる。軍艦職員の中で掌水雷長属は水雷教科を卒業の者を用いた。
掌帆長属
掌帆長属は兵曹を以てこれに充てる。掌帆長属は副長若しくは当直士官の指揮を受け掌帆長を補助して諸帆・諸索具を保護・整頓することができる。掌帆長属は甲板上に交番当直して下士以下に号令を伝達し、かつ副長若しくは当直士官の命ずる事業に従うことができる。また、掌帆長に事故があるときは先任の者がその代理を為し、これを置かない艦にあってはその職務を奉ずることができる。運用術練習艦その他若水兵練習用の各艦に於いては運用術教員に掌帆長属等を命じ若水兵の教授をなさせることとした。
按針手
按針手は兵曹を以てこれに充てる。按針手は航海長の指揮を受け舵、羅針、測鉛等及びその属具を管理することができる。按針手は後甲板に交番当直して当直士官の指揮を受けその職務に従事し、また信号手を置かない艦にあっては兼ねてその職務を奉じ、船艙手を置かない艦にあっては水罐を管守することができる。運用術練習艦その他若水兵練習用の各艦に於いては運用術教員に按針手等を命じ若水兵の教授をなさせることとした。
信号手
信号手は兵曹を以てこれに充てる。信号手は航海長の指揮を受け信号旗、信号灯、諸旗章その他これに属する器具を管理することができる。信号手は副長若しくは当直士官の指揮を受け信号に従事することができる。運用術練習艦その他若水兵練習用の各艦に於いては運用術教員に信号手等を命じ若水兵の教授をなさせることとした。
艦長端舟長
艦長端舟長は兵曹を以てこれに充てる。艦長端舟長は掛士官の指揮を受け艦長端舟（Captain's gig、後の装載艇）及びその属具を整頓し、また掌帆長属あるいは按針手の職務を補助してその当直勤務を為すことができる。
司令官端舟長
旗艦では、司令長官・司令官が乗艦の時や司令次官が乗艦の時に司令官端舟長（しれいかん・たんしゅうちょう）を増員し、兵曹を以てこれに充てる。
前甲板長・前甲板次長、大檣樓長・大檣樓次長、前檣樓長・前檣樓次長、後甲板長、後檣樓長
前甲板長は兵曹を以てこれに充てる。前甲板次長は兵曹あるいは一等水兵を以てこれに充てる。
大檣樓長は兵曹を以てこれに充てる。大檣樓次長は一等水兵を以てこれに充てる。
前檣樓長は兵曹を以てこれに充てる。前檣樓次長は一等水兵を以てこれに充てる。
後甲板長は兵曹を以てこれに充てる。
後檣樓長は兵曹あるいは一等水兵を以てこれに充てる。
前甲板長・前甲板次長は前檣下部・艦首・前甲板に関する事業を掌り、前檣樓長・前檣樓次長は前檣上部に関する事業を掌り、大檣樓長・大檣樓次長は大檣上部に関する事業を掌り、後甲板長は大檣下部・後甲板に関する事業を掌り、後檣樓長は後檣に関する事業を掌り、それぞれ副長若しくは当直士官の命を受けることができる。甲板長・檣樓長・甲板次長・檣樓次長は砲員の長となるときは分隊長の指揮を受け砲具を整頓し、端舟の長となるときは掛士官の指揮を受け端舟及びその属具を整頓することができる。また、番兵長（後の衛兵伍長）の勤務を命ぜられたときは番兵司令及び当直士官の指揮を受け番兵（後の衛兵）の勤務を監視することができる。運用術練習艦その他若水兵練習用の各艦に於いては運用術教員に甲板長・次長、檣樓長・次長等を命じ若水兵の教授をなさせることとした。
船艙手
船艙手は兵曹を以てこれに充てる。船艙手は航海長の指揮を受け水罐を管理し、また掌帆長を補助して機関士・主計・掌砲長・木工長の主管に属さない艙内の諸庫を整頓することができる。
帆縫手
帆縫手（はんほうしゅ）は兵曹を以てこれに充てる。帆縫手は諸帆を裁縫・修補し、予備帆及び帆布具を主管し、また掌帆長を補助して帆庫を整頓することができる。運用術練習艦その他若水兵練習用の各艦に於いては運用術教員に帆縫手等を命じ若水兵の教授をなさせることとした。
伍長
横須賀屯営では、伍長は兵曹を以てこれに充て、これを横須賀屯営の本営に配置する。横須賀屯営の伍長は各分隊に分属して営務に従事する。
番兵長
横須賀屯営では、番兵長（後の衛兵伍長）は兵曹を以てこれに充て、これを横須賀屯営の本営及び東京白金火薬庫出張番兵隊に配置する。横須賀屯営の番兵長は番兵司令もしくは番兵副司令の指揮を受け、その主務である横須賀付近の守衛に従事する。
小汽船掛
横須賀屯営では、小汽船掛は兵曹を以てこれに充て、これを横須賀屯営の本営に配置する。
教員
横須賀鎮守府に属する浦賀屯営（海兵団の前身の一つ）では、教員（きょういん）は兵曹を以てこれに充てる。浦賀屯営の教員は各分隊長に分属し若水兵に砲術・運用術を教授し営務に従事する。浦賀屯営に於いては運用術教員に浦賀屯営教員等を命じ若水兵の教授をなさせることとした。
木工長属
木工長属は木工長を補助し損所を修理し、諸喞筒を整頓し、また木工長に事故があるときは先任の者がその代理を為し、これを置かない艦にあってはその職務を奉ずることができる。
鍛冶長・鍛冶長属、塗工長・塗工長属、桶工長
桶工長は諸桶修理の事を掌り、鍛冶長・鍛冶長属は鍛冶の事を掌り、塗工長・塗工長属は塗具庫を整頓し塗粧の事を掌り、それぞれ木工長の指揮を受けることができる。
兵器工長・兵器工長属
兵器工長・兵器工長属は掌砲長の指揮を受け兵器を修理し、予備の小銃・拳銃等を保護することができる。
機関工手、火夫長・火夫長属
機関工手（きかんこうしゅ）は汽機・汽罐の保護・修理を掌り、火夫長・火夫長属は焚火・搬炭及び二重底保護の事を掌り、共に機関部各部の浄拭・塗油等の事を分担し、運転中は機関室に交番当直し機関士の命を受けることができる。横須賀屯営では、火夫長・火夫長属は機関科各部長に分属し、火夫を訓練し若火夫を教育する。ただし時宜により機関工手に代わりをさせることができる。
水雷工手
水雷工手は水雷主機の指揮を受け水雷、発砲電機、電気灯及びその属具の修理を掌り、水雷具庫を整頓することができる。
艦内教授役・艦内教授役介
横須賀屯営では、艦内教授役・艦内教授役介は下士以下に算筆読書を教授する。運用術練習艦では、艦内教授役・艦内教授役介は算筆読書を教授する。浦賀屯営では、艦内教授役・艦内教授役介は若水兵に算筆読書を教授する。
海軍艦内教授役は鎮守府において募集し、志願者より採用するときは海軍艦内教授役介等に任ずる。海軍艦内教授役に志願できるのは年齢20年以上35年以下で、志願者は先ず身体検査を受けさせて合格しない者は学科試験を行わず、艦内教授役の学科試験の科目は講義（漢文）、作文（漢文、通俗文）、数学（平算、代数）、書法（楷、行、草）とした。1886年（明治19年）の改正で学科試験の科目は講義（漢文歴史類）、作文（公用文、通俗文）、数学（平算、代数）、書法（楷、行、草）となる。
警吏、警吏補
警吏は副長若しくは当直士官の指揮を受け下士以下の非違を制止し、犯則者を捜索し、処刑罰人を取扱い、灯火・喫煙等を警戒し、出入りの人員・物品を査察し、遺失物を処分する等、総て艦内警察の事を掌ることができる。警吏補は警吏の職務を補助しそして舷門に交番当直することができる。また警吏に事故があるときは先任の者がその代理を為すことができる。横須賀屯営では、警吏の内の1人、警吏補の内の若干人は、懲戒のために営内の雑役に服従させている懲治員を監督する。
海軍警吏は鎮守府において募集し、志願者より採用するときは海軍警吏補等に任ずる。海軍警吏に志願できるのは年齢20年以上30年以下で、志願者は先ず身体検査を受けさせて合格しない者は学科試験を行わず、警吏の学科試験の科目は読書（規則書類）、作文（公用文、通俗文）、算術（四術）、法律講義（普通刑法、治罪法あるいは海軍刑法・海軍治罪法）とした。1886年（明治19年）の改正で学科試験の科目は読書（漢文歴史類）、作文（公用文、通俗文）、算術（加減乗除）、法律講義（刑法、治罪法）となる。
筆記
筆記は主計官の命を受け文書謄写、記録等の事に従うことができる。
海軍筆記は海軍主計本部において募集し、志願者より採用するときは海軍三等筆記等に任ずる。海軍筆記に志願できるのは年齢20年以上35年以下で、志願者は先ず身体検査を受けさせて合格しない者は学科試験を行わず、筆記の学科試験の科目は読書（漢文及び諸規則書類）、作文（公用文、通俗文）、算術（比例）、書法（楷、行、草）とした。1886年（明治19年）の改正で鎮守府に募集することになり、学科試験の科目は読書（漢文歴史類、諸規則書類）、作文（公用文、通俗文、記事文）、算術（平算）、書法（楷、行、草）となる。
厨宰、割烹手
厨宰は主厨を以てこれに充てる。
割烹手は主厨を以てこれに充てる。
厨宰は下士以下の食料の買弁、給与品の取扱い、主計の主管に属する需要物品の出納を掌り、割烹手は下士以下の食料の炊烹、分配及び厨房の整頓を掌り、共に主計官の命を受けることができる。厨宰・割烹手は各その主務があるとしても互いにこれを補助し、また准卒の身上に関する事件は分隊長の指揮を受けこれを取扱うことができる。
被服物品掛
横須賀屯営及び浦賀屯営では、被服物品掛は主厨を以てこれに充てる。横須賀屯営ではこれをその本営に配置する。
看護手
看護手は軍医官の命を受け患者を看護し、病室を整頓することができる。
1886年（明治19年）3月12日に高等官官等俸給令（明治19年勅令第6号）を定め、同年4月29日に判任官官等俸給令（明治19年勅令第36号）を定めて高等官と判任官は別の官等の枠組みをそれぞれ用いることになったことから、1886年（明治19年）4月29日勅令第37号により海軍准士官・下士の官等は10等に分けた判任官のうち判任一等より五等までとした。
1886年（明治19年）6月7日海軍省令第46号により兵器工長以下を廃止して鍛冶長以下の定員を改めた。

### 明治19年7月の海軍
1886年（明治19年）7月12日勅令第52号により海軍武官官等表を改正して、一等技工・二等技工・三等技工を置く。
1886年（明治19年）7月13日海軍省令第59号により辞令書を下付しない者については、従前の艦内教授役は一等艦内教授、従前の艦内教授役介は三等艦内教授、従前の警吏は一等警吏、従前の警吏補は三等警吏、従前の楽次長は一等軍楽手（いっとうぐんがくしゅ）、従前の楽師は二等軍楽手（にとうぐんがくしゅ）、従前の楽手は三等軍楽手、従前の一等機関工手・火夫長は一等機関手、従前の二等機関工手・一等火夫長属は二等機関手、従前の三等機関工手・二等火夫長属は三等機関手、従前の一等木工長属は一等船匠手、従前の二等木工長属は二等船匠手、三等木工長属は三等船匠手、従前の鍛冶長は二等鍛冶手、従前の鍛冶長属は三等鍛冶手とした。
| 判任 | 二等 | 下士 | 一等 |  | 一等兵曹 | 一等艦内教授 | 一等警吏 | 一等軍楽手 | 機技部下士 |  |  | 一等機関手 | 一等技工 | 一等船匠手 | 一等水雷工手 | 一等鍛冶手 | 軍医部下士 |  |  | 一等看護手 | 主計部下士 |  | 一等筆記 | 一等主厨 |
| 判任 | 三等 | 下士 | 二等 |  | 二等兵曹 | 二等艦内教授 | 二等警吏 | 二等軍楽手 | 機技部下士 |  |  | 二等機関手 | 二等技工 | 二等船匠手 | 二等水雷工手 | 二等鍛冶手 | 軍医部下士 |  |  | 二等看護手 | 主計部下士 |  | 二等筆記 | 二等主厨 |
| 判任 | 四等 | 下士 | 三等 |  | 三等兵曹 | 三等艦内教授 | 三等警吏 | 三等軍楽手 | 機技部下士 |  |  | 三等機関手 | 三等技工 | 三等船匠手 | 三等水雷工手 | 三等鍛冶手 | 軍医部下士 |  |  | 三等看護手 | 主計部下士 |  | 三等筆記 | 三等主厨 |

1886年（明治19年）10月9日海軍省令第117号海軍下士卒進級条例により、下士卒の進級に必要な実役停年や抜擢について定め、実役停年の表では一等水兵の上に三等兵曹、一等火夫の上に三等機関手、一等軍楽生の上に三等軍楽手、一等木工の上に三等船匠手、一等鍛冶の上に三等鍛冶手、一等厨夫の上に三等主厨、一等看病夫の上に三等看護手があり、水兵は掌砲証状もしくは運用術卒業証書または水雷術卒業証書を有する者でなければ下士に進級することができず、火夫・木工・鍛冶は練習工卒業証書を有する者でなければ下士に進級することができないとした。
1889年（明治22年）4月29日に軍艦職員条例を改正して、警吏に関する規定を削除した。

### 明治22年7月の海軍
1889年（明治22年）7月23日勅令第98号により海軍武官官等表の中の判任の部を改正し、一等艦内教授・二等艦内教授・三等艦内教授・一等警吏・二等警吏・三等警吏・一等水雷工手・二等水雷工手・三等水雷工手・一等筆記・二等筆記・三等筆記を廃止し、一等主厨を一等主帳と改め、二等主厨を二等主帳と改め、三等主厨を三等主帳と改めた。
これに合わせて翌24日に軍艦職員条例を改正して、警吏補・筆記・主厨・厨宰・割烹手に関する規定を削除し、水雷工手に関する規定は機関手に関する規定に改め、また、主帳は主計官の命を受け被服・食料の給与、艦内の庶務に従事するとした。
| 判任 | 二等 | 下士 | 一等 |  | 一等兵曹 | 一等軍楽手 | 機技部下士 |  |  | 一等機関手 | 一等技工 | 一等船匠手 | 一等鍛冶手 | 軍医部下士 |  |  | 一等看護手 | 主計部下士 |  | 一等主帳 |
| 判任 | 三等 | 下士 | 二等 |  | 二等兵曹 | 二等軍楽手 | 機技部下士 |  |  | 二等機関手 | 二等技工 | 二等船匠手 | 二等鍛冶手 | 軍医部下士 |  |  | 二等看護手 | 主計部下士 |  | 二等主帳 |
| 判任 | 四等 | 下士 | 三等 |  | 三等兵曹 | 三等軍楽手 | 機技部下士 |  |  | 三等機関手 | 三等技工 | 三等船匠手 | 三等鍛冶手 | 軍医部下士 |  |  | 三等看護手 | 主計部下士 |  | 三等主帳 |

1890年（明治23年）3月22日に判任官官等俸給令を改正・追加して判任官を6等に分けるが、海軍准士官・下士の官等は判任一等より五等までとしたことに変更はない。
1890年（明治23年）3月25日に軍艦職員条例の条文を追加し、軍楽手は軍楽師を補助し奏楽に従事することができる。また軍楽師に事故があるときは先任の者がその代理をなすことができるとした。
1890年（明治23年）7月30日勅令第152号により海軍下士任用進級条例を定め、下士に任用する卒の適格要件や下士の進級に必要な実役停年や資格また進級候補者名簿ついて規定し、海軍下士は三等を初任とし各その適格要件を満たす一等卒より任用するとして、三等兵曹は一等水兵、三等機関手は一等火夫・一等鍛冶、三等軍楽手は一等軍楽生、三等船匠手は一等木工、三等鍛冶手は一等鍛冶、三等主帳は一等厨夫、三等看護手は一等看病夫より任用するとし、ただし技工は一等卒ではなく造船学校卒業の生徒または任用試験に及第したものより任用するとし、兵曹の進級名簿は掌砲・掌水雷・掌帆・信号の各職に充てるべき者を区別し、機関手の進級名簿は汽関部員・水雷工の各職に充てるべき者を区別し、技工の進級名簿は造船・汽機汽罐製造・造兵・火薬製造・水路測量の各職に充てるべき者を区別した
1891年（明治24年）2月16日勅令第11号により海軍武官官等表を改正し、下士の部に兵曹の次に一等信号手・二等信号手・三等信号手を加えた。
三等信号手は一等信号兵より任用することになり、また兵曹の進級名簿で按針の職に充てるべき者を区別することにした。
1891年（明治24年）7月24日に高等官任命及俸給令（明治24年勅令第82号）を定めて従前の高等官官等俸給令（明治19年勅令第6号）を廃止し、また判任官俸給令（明治24年勅令第83号）を定め判任官官等俸給令（明治19年勅令第36号）を廃止して、文武官の官等を廃止した。

### 明治24年8月の海軍
1891年（明治24年）8月26日に「海軍武官官階表」（明治24年勅令第157号）を施行した。
海軍武官官階表（明治24年勅令第157号）の制定により、海軍技工を廃官にすることになったため、その職務を武官ではなく技術官の海軍技手を以って充てることにした。
| 下士 | 一等 | 一等兵曹 | 一等信号手 | 一等軍楽手 | 機技部下士 | 一等 | 一等機関手 | 一等船匠手 | 一等鍛冶手 | 軍医部下士 | 一等 | 一等看護手 | 一等看護手 | 主計部下士 | 一等 | 一等主帳 |
| 下士 | 二等 | 二等兵曹 | 二等信号手 | 二等軍楽手 | 機技部下士 | 二等 | 二等機関手 | 二等船匠手 | 二等鍛冶手 | 軍医部下士 | 二等 | 二等看護手 | 二等看護手 | 主計部下士 | 二等 | 二等主帳 |
| 下士 | 三等 | 三等兵曹 | 三等信号手 | 三等軍楽手 | 機技部下士 | 三等 | 三等機関手 | 三等船匠手 | 三等鍛冶手 | 軍医部下士 | 三等 | 三等看護手 | 三等看護手 | 主計部下士 | 三等 | 三等主帳 |

1891年（明治24年）12月28日に文武判任官等級表（明治24年勅令第249号）を定めて判任官を5等の等級に分け一等から五等までとした。
| 二等 | 海軍一等下士 |
| 三等 | 海軍二等下士 |
| 四等 | 海軍三等下士 |
| 五等 |              |

1894年（明治27年）4月12日勅令第43号により文武判任官等級表を改正した。
| 二等 | 海軍一等兵曹 | 海軍一等信号手 | 海軍一等軍楽手 | 海軍一等機関手 | 海軍一等船匠手 | 海軍一等鍛冶手 | 海軍一等看護手 | 海軍一等主帳 |
| 三等 | 海軍二等兵曹 | 海軍二等信号手 | 海軍二等軍楽手 | 海軍二等機関手 | 海軍二等船匠手 | 海軍二等鍛冶手 | 海軍二等看護手 | 海軍二等主帳 |
| 四等 | 海軍三等兵曹 | 海軍三等信号手 | 海軍三等軍楽手 | 海軍三等機関手 | 海軍三等船匠手 | 海軍三等鍛冶手 | 海軍三等看護手 | 海軍三等主帳 |
| 五等 |              |                |                |                |                |                |                |              |

1894年（明治27年）7月から1895年（明治28年）3月にかけて日清戦争があった。

### 明治29年4月1日の海軍
1896年（明治29年）4月1日に施行した明治29年勅令第39号により海軍武官官階表を改正し、勅令の附則により従来の信号手は同官等の信号兵曹に、機関手は同官等の機関兵曹に各辞令書を用いずに任ぜられたものとし、主帳は同官等の筆記もしくは厨宰に任用するとした 。
これに伴い、文武判任官等級表も改正した。
| 下士 | 一等兵曹 | 一等信号兵曹 | 一等船匠手 | 一等軍楽手 | 一等機関兵曹 | 一等鍛冶手 | 一等看護手 | 一等看護手 | 一等筆記 | 一等厨宰 |
| 下士 | 二等兵曹 | 二等信号兵曹 | 二等船匠手 | 二等軍楽手 | 二等機関兵曹 | 二等鍛冶手 | 二等看護手 | 二等看護手 | 二等筆記 | 二等厨宰 |
| 下士 | 三等兵曹 | 三等信号兵曹 | 三等船匠手 | 三等軍楽手 | 三等機関兵曹 | 三等鍛冶手 | 三等看護手 | 三等看護手 | 三等筆記 | 三等厨宰 |

1896年（明治29年）9月5日勅令第301号により海軍准士官下士任用進級条例を定め、下士に任用する卒の適格要件や下士の進級に必要な実役停年や資格また抜擢について規定した。

### 明治30年12月1日の海軍
1897年（明治30年）12月1日に明治30年勅令第310号を施行して海軍武官官階表を改正した。主に将校や准士官を改正しており、下士に於いては船匠手を軍楽手の次に移動したにとどまる。
| 下士 |  | 一等兵曹 | 一等信号兵曹 | 一等軍楽手 | 一等船匠手 |  | 一等機関兵曹 | 一等鍛冶手 |  |  | 一等看護手 |  | 一等筆記 | 一等厨宰 |  |  |  |
| 下士 |  | 二等兵曹 | 二等信号兵曹 | 二等軍楽手 | 二等船匠手 |  | 二等機関兵曹 | 二等鍛冶手 |  |  | 二等看護手 |  | 二等筆記 | 二等厨宰 |  |  |  |
| 下士 |  | 三等兵曹 | 三等信号兵曹 | 三等軍楽手 | 三等船匠手 |  | 三等機関兵曹 | 三等鍛冶手 |  |  | 三等看護手 |  | 三等筆記 | 三等厨宰 |  |  |  |

1900年（明治33年）6月20日から1901年（明治34年）9月7日にかけて義和団の乱があった。
1903年（明治36年）12月5日勅令第269号により海軍武官官階表を改正して一・二・三等鍛冶手を削り、附則により鍛冶手である者は辞令書を用いずに同等級の機関兵曹に任ぜられたものとした。
1904年（明治37年）2月から1905年（明治38年）9月にかけて日露戦争があった。
1904年（明治37年）6月28日勅令第180号により海軍武官官階表を改正して、水路中監の次に海軍予備中佐以下を追加し 、明治37年勅令第181号により文武判任官等級表を改正して、海軍一等鍛冶手の項を削り海軍一等厨宰の項の次に海軍予備上等兵曹以下及び海軍予備上等機関兵曹以下を追加した。
| 下士 |  | 予備一等兵曹 |  | 予備一等機関兵曹 |
| 下士 |  | 予備二等兵曹 |  | 予備二等機関兵曹 |
| 下士 |  | 予備三等兵曹 |  | 予備三等機関兵曹 |

| 二等 | 海軍予備一等兵曹 | 海軍予備一等機関兵曹 |
| 三等 | 海軍予備二等兵曹 | 海軍予備二等機関兵曹 |
| 四等 | 海軍予備三等兵曹 | 海軍予備三等機関兵曹 |
| 五等 |                  |                      |

1910年（明治43年）6月1日に明治43年勅令第241号を施行して海軍武官官階表を改正し、上等信号兵曹及び一・二・三等信号兵曹を削除し、附則により信号兵曹である者は辞令書を用いずに同等級の兵曹に任ぜられたものとした 。
このとき海軍特修兵条例を定め、特別の技術を修めこれに対する証状を授与された下士卒を特修兵と言い、その証状の種類の種類は掌砲証状・掌水雷証状・掌帆証状・掌信号証状・掌電信証状・掌角証状・軍楽修業証状・船匠証状・掌機証状・掌電機証状・掌工証状・装創証状・掌記証状・掌厨証状とし、これらの証状の一部についてはその種類に応じて呼称を定め掌砲兵・掌水雷兵・掌帆兵・掌信号兵・掌電信兵・掌角兵・掌機兵・掌電機兵・掌工兵とした。
1910年（明治43年）6月17日に文武判任官等級令（明治43年勅令第267号）を定めて文武判任官等級表を廃止して、判任官の等級を4等に分けて一等から四等までとした。
|      | 海軍准士官及び下士     | 海軍准士官及び下士         |
| ---- | ---------------------- | -------------------------- |
| 二等 | 海軍一等兵曹及び相当官 | 海軍予備一等兵曹及び相当官 |
| 三等 | 海軍二等兵曹及び相当官 | 海軍予備二等兵曹及び相当官 |
| 四等 | 海軍三等兵曹及び相当官 | 海軍予備三等兵曹及び相当官 |

1913年（大正2年）4月1日に海軍特修兵令を定めて海軍特修兵条例を廃止して、特別技術の種類は砲術・水雷術・運用術・信号術・電信術・軍楽・船匠術・機関術・電機術・工術・看護術・掌記術・掌厨術とし、証状を授与することを止めて特技章を付与することとし、特別技術の一部についてはその種類に応じた呼称を定め砲術は掌砲兵、水雷術は掌水雷兵、運用術は掌帆兵、信号術は掌信号兵、電信術は掌電信兵、機関術は掌機兵、電機術は掌電機兵、工術は掌工兵とし、海軍特修兵条例の掌角兵は掌信号兵とした。
1914年（大正3年）7月28日から第一次世界大戦が始まる。

### 大正4年12月15日の海軍
1915年（大正4年）12月15日に大正4年勅令第216号を施行して海軍武官官階表を改正した。この改正では下士に関しては機関兵曹を兵曹の次に移動するにとどまる。
このとき文武判任官等級令の別表の海軍准士官及び下士の欄を改正している。
|                                    | 特務士官・准士官・下士             | 特務士官・准士官・下士             | 特務士官・准士官・下士             | 特務士官・准士官・下士 | 特務士官・准士官・下士 | 特務士官・准士官・下士 | 特務士官・准士官・下士 | 特務士官・准士官・下士 | 特務士官・准士官・下士 | 予備員   | 予備員           | 予備員               | 予備員               |
| 予備特務士官・予備准士官・予備下士 | 予備特務士官・予備准士官・予備下士 | 予備特務士官・予備准士官・予備下士 | 予備特務士官・予備准士官・予備下士 | 特務士官・准士官・下士 | 特務士官・准士官・下士 | 特務士官・准士官・下士 | 特務士官・准士官・下士 | 特務士官・准士官・下士 | 特務士官・准士官・下士 |          |                  |                      |                      |
| ---------------------------------- | ---------------------------------- | ---------------------------------- | ---------------------------------- | ---------------------- | ---------------------- | ---------------------- | ---------------------- | ---------------------- | ---------------------- | -------- | ---------------- | -------------------- | -------------------- |
|                                    | 下士                               | 一等下士                           | 海軍一等兵曹                       | 海軍一等機関兵曹       | 海軍一等軍楽手         | 海軍一等船匠手         | 海軍一等看護手         | 海軍一等筆記           | 海軍一等厨宰           | 予備下士 | 予備一等下士     | 海軍予備一等兵曹     | 海軍予備一等機関兵曹 |
| 二等下士                           | 下士                               | 海軍二等兵曹                       | 海軍二等機関兵曹                   | 海軍二等軍楽手         | 海軍二等船匠手         | 海軍二等看護手         | 海軍二等筆記           | 海軍二等厨宰           | 予備二等下士           | 予備下士 | 海軍予備二等兵曹 | 海軍予備二等機関兵曹 |                      |
| 三等下士                           | 下士                               | 海軍三等兵曹                       | 海軍三等機関兵曹                   | 海軍三等軍楽手         | 海軍三等船匠手         | 海軍三等看護手         | 海軍三等筆記           | 海軍三等厨宰           | 予備三等下士           | 予備下士 | 海軍予備三等兵曹 | 海軍予備三等機関兵曹 |                      |

|      | 海軍准士官及び下士 | 海軍准士官及び下士 | 海軍准士官及び下士 | 海軍准士官及び下士 | 海軍准士官及び下士   |
| ---- | ------------------ | ------------------ | ------------------ | ------------------ | -------------------- |
| 二等 | 海軍一等兵曹       | 海軍一等機関兵曹   | 海軍一等兵曹相当官 | 海軍予備一等兵曹   | 海軍予備一等機関兵曹 |
| 三等 | 海軍二等兵曹       | 海軍二等機関兵曹   | 海軍二等兵曹相当官 | 海軍予備二等兵曹   | 海軍予備二等機関兵曹 |
| 四等 | 海軍三等兵曹       | 海軍三等機関兵曹   | 海軍三等兵曹相当官 | 海軍予備三等兵曹   | 海軍予備三等機関兵曹 |

1918年（大正7年）11月11日に第一次世界大戦が終わる。

### 大正9年4月1日の海軍
1920年（大正9年）4月1日に大正9年勅令第10号を施行して海軍武官官階表を改定し、附則により従前の法令の中の下士に関する規定は下士官に、下士の各官に関する規定はその種別・官階に従い各科下士官にこれを適用するとした 。
この改定により、下士の名称を下士官に、一等下士は一等下士官に、二等下士は二等下士官に、三等下士は三等下士官に改め、下士官の各官名を兵曹に改めた。
また文武判任官等級令の別表の海軍准士官及び下士の欄を改正している。
海軍武官進級令を定めて、海軍高等武官進級条例及び海軍准士官下士任用進級条例を廃止した。
海軍高等武官任用令の題名を海軍武官任用令に改め、海軍武官官階表の改正に応じて改正した。
このときの諸法令の改正で「下士卒」を「下士官兵」に、「下士」を「下士官」に改めた 。
また、海軍特修兵令の改正により特別技術の掌記術の名称を経理術に改め、経理術の特修兵の名称を掌経理兵とした。
|        |            | 兵科         | 機関科           | 軍楽科           | 船匠科           | 看護科           | 主計科           |            |                | 兵科             | 機関科               |
|        |            |              |                  |                  |                  |                  |                  |            |                |                  |                      |
| 下士官 | 一等下士官 | 海軍一等兵曹 | 海軍一等機関兵曹 | 海軍一等軍楽兵曹 | 海軍一等船匠兵曹 | 海軍一等看護兵曹 | 海軍一等主計兵曹 | 予備下士官 | 予備一等下士官 | 海軍予備一等兵曹 | 海軍予備一等機関兵曹 |
| 下士官 | 二等下士官 | 海軍二等兵曹 | 海軍二等機関兵曹 | 海軍二等軍楽兵曹 | 海軍二等船匠兵曹 | 海軍二等看護兵曹 | 海軍二等主計兵曹 | 予備下士官 | 予備二等下士官 | 海軍予備二等兵曹 | 海軍予備二等機関兵曹 |
| 下士官 | 三等下士官 | 海軍三等兵曹 | 海軍三等機関兵曹 | 海軍三等軍楽兵曹 | 海軍三等船匠兵曹 | 海軍三等看護兵曹 | 海軍三等主計兵曹 | 予備下士官 | 予備三等下士官 | 海軍予備三等兵曹 | 海軍予備三等機関兵曹 |

| 二等 | 海軍一等下士官 | 海軍予備一等下士官 |
| 三等 | 海軍二等下士官 | 海軍予備二等下士官 |
| 四等 | 海軍三等下士官 | 海軍予備三等下士官 |

1920年（大正9年）12月の海軍特修兵令の改正により特別技術の軍楽の名称を軍楽術に改め、特別技術に航空術及び航空工術を加え、航空術・航空工術の特修兵の名称をそれぞれ掌航空兵・掌航空工兵とした。
1923年（大正12年）4月1日施行の海軍特修兵令の改正により特別技術に測的術を加え、測的術の特修兵の名称を掌測的兵とした。
1930年（昭和5年）1月10日に昭和4年勅令386号を施行して海軍武官官階表を改正し、下士官の欄の兵科の項の次に航空科を加え、予備下士官の欄の兵科の項の次に航空科を加え、附則により海軍航空隊に於いて航空術を修めその特修兵となっている者であって、改正勅令施行の際、現に附則の表の上欄に掲げる官に在る者は別に辞令書を用いずに各その相当の下欄に掲げる官に任ぜられたものとし、海軍航空隊に於いて航空術を修め、改正勅令施行の際に現に海軍予備三等兵曹である者は別に辞令書を用いずに海軍予備三等航空兵曹に任ぜられたものとした。
|        |            | 兵科         | 航空科           |
|        |            |              |                  |
| 下士官 | 一等下士官 | 海軍一等兵曹 | 海軍一等航空兵曹 |
| 下士官 | 二等下士官 | 海軍二等兵曹 | 海軍二等航空兵曹 |
| 下士官 | 三等下士官 | 海軍三等兵曹 | 海軍三等航空兵曹 |

| 予備員                               | 予備員                               | 予備員                               | 予備員                               |
| 予備特務士官・予備准士官・予備下士官 | 予備特務士官・予備准士官・予備下士官 | 予備特務士官・予備准士官・予備下士官 | 予備特務士官・予備准士官・予備下士官 |
| ------------------------------------ | ------------------------------------ | ------------------------------------ | ------------------------------------ |
|                                      |                                      | 兵科                                 | 航空科                               |
|                                      |                                      |                                      |                                      |
| 予備下士官                           | 予備一等下士官                       | 海軍予備一等兵曹                     | 海軍予備一等航空兵曹                 |
| 予備下士官                           | 予備二等下士官                       | 海軍予備二等兵曹                     | 海軍予備二等航空兵曹                 |
| 予備下士官                           | 予備三等下士官                       | 海軍予備三等兵曹                     | 海軍予備三等航空兵曹                 |

| 海軍一等兵曹     | 海軍二等兵曹     | 海軍三等兵曹     |
| 海軍一等航空兵曹 | 海軍二等航空兵曹 | 海軍三等航空兵曹 |

1930年（昭和5年）6月1日施行の海軍特修兵令の改正により特別技術の航空工術の名称を整備術に改め、掌航空工兵の名称を掌整備兵に改めた。
1930年（昭和5年）12月1日に昭和5年勅令第227号を施行して海軍武官官階表を改正し、船匠科の項を削り、附則によりが改正勅令施行の際、現に附則の表の上欄に掲げる官に在る者は別に辞令書を用いずに各その相当の下欄に掲げる官に任ぜられたものとした。
海軍特修兵令を改正して特別技術の種類から船匠術を削る。
| 海軍一等船匠兵曹 | 海軍二等船匠兵曹 | 海軍三等船匠兵曹 |
| 海軍一等機関兵曹 | 海軍二等機関兵曹 | 海軍三等機関兵曹 |

1932年（昭和7年）1月から3月にかけて第一次上海事変があった。
1932年（昭和7年）11月1日の海軍特修兵令の改正により特別技術に航空兵器術を加え、航空兵器術の特修兵の名称を掌航空兵器兵とした。
1934年（昭和9年）4月1日に昭和9年勅令第66号を施行して海軍武官官階表を改正し、航空科の次に整備科を加え、附則により海軍航空隊に於いて航空兵器術を修めその特修兵となっている者であって改正勅令施行の際に現に附則第2項の表の上欄に掲げる官に在る者は別に辞令書を用いずにその相当の下欄に掲げる官に任ぜられたものとし、海軍航空隊に於いて整備術を修めその特修兵となっている者であって改正勅令施行の際に現に附則第3項の表の上欄に掲げる官に在る者は別に辞令書を用いずにその相当の下欄に掲げる官に任ぜられたものとした。
航空科と整備科の区別としては、航空科は「飛行業務を本務とする者、航空兵器（飛行機搭載兵器）の地上整備を本務とする者及び飛行機の地上整備を本務とする者（整備科）の補助者」の3種類が、整備科は「飛行機その他の地上整備を本務とする者」が科別・兵種の区分として考えられていた。
|        |            | 航空科           | 整備科           |
|        |            |                  |                  |
| 下士官 | 一等下士官 | 海軍一等航空兵曹 | 海軍一等整備兵曹 |
| 下士官 | 二等下士官 | 海軍二等航空兵曹 | 海軍二等整備兵曹 |
| 下士官 | 三等下士官 | 海軍三等航空兵曹 | 海軍三等整備兵曹 |

| 海軍一等兵曹     | 海軍一等機関兵曹 | 海軍二等兵曹     | 海軍二等機関兵曹 | 海軍三等兵曹     | 海軍三等機関兵曹 |                  |
| 海軍一等航空兵曹 | 海軍一等航空兵曹 | 海軍二等航空兵曹 | 海軍二等航空兵曹 | 海軍三等航空兵曹 | 海軍三等航空兵曹 | 海軍三等航空兵曹 |

| 海軍一等兵曹     | 海軍一等機関兵曹 | 海軍二等兵曹     | 海軍二等機関兵曹 | 海軍三等兵曹     | 海軍三等機関兵曹 |
| 海軍一等整備兵曹 | 海軍一等整備兵曹 | 海軍二等整備兵曹 | 海軍二等整備兵曹 | 海軍三等整備兵曹 | 海軍三等整備兵曹 |

1937年（昭和12年）7月から支那事変、8月から第二次上海事変があり日中戦争が始る。
1937年（昭和12年）12月17日の海軍特修兵令の改正により特別技術の掌厨術の名称を衣糧術に改め、衣糧術の特修兵の名称を掌衣糧兵とした。
1938年（昭和13年）4月1日より昭和13年勅令143号の予備員に関する規定を、1938年（昭和13年）12月1日よりその他の規定を施行して海軍武官官階表を改正し、機関科の次に工作科を加え、附則により海軍の学校に於いて工術を修めその特修兵となっている者又は海軍大臣の特に定める者であって1938年（昭和13年）12月1日に於いて現に附則第2項の表の上欄に掲げる官に在る者は別に辞令書を用いずにその相当の下欄に掲げる官に任ぜられたものとした。
また1938年（昭和13年）12月1日に海軍特修兵令を改正し、特別技術の工術の名称を工作術に改めた 。
|        |            | 機関科           | 工作科           |
|        |            |                  |                  |
| 下士官 | 一等下士官 | 海軍一等機関兵曹 | 海軍一等工作兵曹 |
| 下士官 | 二等下士官 | 海軍二等機関兵曹 | 海軍二等工作兵曹 |
| 下士官 | 三等下士官 | 海軍三等機関兵曹 | 海軍三等工作兵曹 |

| 予備員                 | 予備員                 | 予備員                 | 予備員                 | 予備員                 | 予備員                 |
| 予備准士官・予備下士官 | 予備准士官・予備下士官 | 予備准士官・予備下士官 | 予備准士官・予備下士官 | 予備准士官・予備下士官 | 予備准士官・予備下士官 |
| ---------------------- | ---------------------- | ---------------------- | ---------------------- | ---------------------- | ---------------------- |
|                        |                        | 兵科                   | 航空科                 | 機関科                 | 工作科                 |
|                        |                        |                        |                        |                        |                        |
| 予備下士官             | 予備一等下士官         | 海軍予備一等兵曹       | 海軍予備一等航空兵曹   | 海軍予備一等機関兵曹   | 海軍予備一等工作兵曹   |
| 予備下士官             | 予備二等下士官         | 海軍予備二等兵曹       | 海軍予備二等航空兵曹   | 海軍予備二等機関兵曹   | 海軍予備二等工作兵曹   |
| 予備下士官             | 予備三等下士官         | 海軍予備三等兵曹       | 海軍予備三等航空兵曹   | 海軍予備三等機関兵曹   | 海軍予備三等工作兵曹   |

| 海軍一等機関兵曹 | 海軍二等機関兵曹 | 海軍三等機関兵曹 |
| 海軍一等工作兵曹 | 海軍二等工作兵曹 | 海軍三等工作兵曹 |

1939年（昭和14年）8月18日勅令第592号により海軍武官官階表を改正し、予備准士官以下に航空科の次に整備科を設けた。
| 予備員                 | 予備員                 | 予備員                 | 予備員                 |
| 予備准士官・予備下士官 | 予備准士官・予備下士官 | 予備准士官・予備下士官 | 予備准士官・予備下士官 |
| ---------------------- | ---------------------- | ---------------------- | ---------------------- |
|                        |                        | 航空科                 | 整備科                 |
|                        |                        |                        |                        |
| 予備下士官             | 予備一等下士官         | 海軍予備一等航空兵曹   | 海軍予備一等整備兵曹   |
| 予備下士官             | 予備二等下士官         | 海軍予備二等航空兵曹   | 海軍予備二等整備兵曹   |
| 予備下士官             | 予備三等下士官         | 海軍予備三等航空兵曹   | 海軍予備三等整備兵曹   |

1941年（昭和16年）4月1日施行の海軍特修兵令の改正により特別技術に機雷術を加え、機雷術の特修兵の名称を掌機雷兵とした 。
1941年（昭和16年）6月1日に昭和16年勅令第624号を施行して海軍武官官階表を改正し、航空科を飛行科に改めて海軍航空特務大尉以下を海軍飛行特務大尉以下に改め、海軍予備航空兵曹長以下を海軍予備飛行兵曹長以下に改め、附則により海軍練習航空隊に於いて航空術を修めその特修兵となった者、甲種もしくは乙種の飛行予科練習生の教程を卒業した者卒業した者または甲種飛行予科練習生の教程履修中の者であって、改正勅令施行の際現に附則第2項の表の上欄に掲げる官に在る者は別に辞令を用いずに各その相当の下欄に掲げる官に任ぜられたものとし、その他の者であって改正勅令施行の際現に附則第3項の表の上欄に掲げる官に在る者は別に辞令を用いずにその相当の下欄に掲げる官に任ぜられたものとし、改正勅令施行の際現に附則第4項の表の上欄に掲げる官に在る者は別に辞令を用いずにその相当の下欄に掲げる官に任ぜられたものとした 。
このとき海軍特修兵令を改正し、特別技術の航空術の名称を飛行術に改め、飛行術の特修兵の名称を掌飛行兵とした。
| 特務士官・准士官・下士官 | 特務士官・准士官・下士官 | 特務士官・准士官・下士官 |
| ------------------------ | ------------------------ | ------------------------ |
|                          |                          | 飛行科                   |
|                          |                          |                          |
| 下士官                   | 一等下士官               | 海軍一等飛行兵曹         |
| 下士官                   | 二等下士官               | 海軍二等飛行兵曹         |
| 下士官                   | 三等下士官               | 海軍三等飛行兵曹         |

| 予備員                 | 予備員                 | 予備員                 |
| 予備准士官・予備下士官 | 予備准士官・予備下士官 | 予備准士官・予備下士官 |
| ---------------------- | ---------------------- | ---------------------- |
|                        |                        | 飛行科                 |
|                        |                        |                        |
| 予備下士官             | 予備一等下士官         | 海軍予備一等飛行兵曹   |
| 予備下士官             | 予備二等下士官         | 海軍予備二等飛行兵曹   |
| 予備下士官             | 予備三等下士官         | 海軍予備三等飛行兵曹   |

| 海軍一等航空兵曹 | 海軍二等航空兵曹 | 海軍三等航空兵曹 |
| 海軍一等飛行兵曹 | 海軍二等飛行兵曹 | 海軍三等飛行兵曹 |

| 海軍一等航空兵曹 | 海軍二等航空兵曹 | 海軍三等航空兵曹 |
| 海軍一等整備兵曹 | 海軍二等整備兵曹 | 海軍三等整備兵曹 |

| 海軍予備一等航空兵曹 | 海軍予備二等航空兵曹 | 海軍予備三等航空兵曹 |
| 海軍予備一等飛行兵曹 | 海軍予備二等飛行兵曹 | 海軍予備三等飛行兵曹 |

1941年（昭和16年）12月のマレー作戦から対英米戦争（太平洋戦争・大東亜戦争）が始る。
1942年（昭和17年）5月2日の海軍特修兵令改正により、特別技術に内火術を加え、内火術の特修兵の名称を掌内火兵とした。

### 昭和17年の海軍
1942年（昭和17年）11月1日に昭和17年勅令第610号を施行して海軍武官官階表を改正し、機関科を廃止して兵科に併せ、技術科を新設し、看護科の官名の看護を衛生に改め、一等下士官・二等下士官・三等下士官の官名を上等下士官・一等下士官・二等下士官に改める等の改正を実施し、附則により改正勅令施行の際現に附則第2項の表の上欄に掲げる官に在る者は別に辞令を用いずに各その相当の下欄に掲げる官に任ぜられたものとし、従前の法令の中で附則第2項の表の上欄に掲げる官に関する規定は各その相当の下欄に掲げる官にこれを適用し、従前の法令の中で附則第3項の表の上欄に掲げる者に関する規定は各その相当の下欄に掲げる者にこれを適用するとした。
このとき文武判任官等級令等を改正した。
| 特務士官・准士官・下士官 | 特務士官・准士官・下士官 | 特務士官・准士官・下士官 | 特務士官・准士官・下士官 | 特務士官・准士官・下士官 | 特務士官・准士官・下士官 | 特務士官・准士官・下士官 | 特務士官・准士官・下士官 | 特務士官・准士官・下士官 | 特務士官・准士官・下士官 | 特務士官・准士官・下士官 | 備考 必要に応じ海軍兵曹長以下を水兵科准士官下士官、海軍飛行兵曹長以下を飛行科准士官下士官、海軍整備兵曹長以下を整備科准士官下士官、海軍機関兵曹長以下を機関科准士官下士官、海軍工作兵曹長以下を工作科准士官下士官と称することができる | 予備員                 | 予備員         | 予備員           | 予備員               | 予備員               | 予備員               | 予備員               | 備考 必要に応じ海軍予備兵曹長以下を水兵科予備准士官予備下士官、海軍予備飛行兵曹長以下を飛行科予備准士官予備下士官、海軍予備整備兵曹長以下を整備科予備准士官予備下士官、海軍予備機関兵曹長以下を機関科予備准士官予備下士官、海軍予備工作兵曹長以下を工作科予備准士官予備下士官と称することができる |
| 特務士官・准士官・下士官 | 特務士官・准士官・下士官 | 特務士官・准士官・下士官 | 特務士官・准士官・下士官 | 特務士官・准士官・下士官 | 特務士官・准士官・下士官 | 特務士官・准士官・下士官 | 特務士官・准士官・下士官 | 特務士官・准士官・下士官 | 特務士官・准士官・下士官 | 特務士官・准士官・下士官 | 備考 必要に応じ海軍兵曹長以下を水兵科准士官下士官、海軍飛行兵曹長以下を飛行科准士官下士官、海軍整備兵曹長以下を整備科准士官下士官、海軍機関兵曹長以下を機関科准士官下士官、海軍工作兵曹長以下を工作科准士官下士官と称することができる | 予備准士官・予備下士官 |                |                  |                      |                      |                      |                      | 備考 必要に応じ海軍予備兵曹長以下を水兵科予備准士官予備下士官、海軍予備飛行兵曹長以下を飛行科予備准士官予備下士官、海軍予備整備兵曹長以下を整備科予備准士官予備下士官、海軍予備機関兵曹長以下を機関科予備准士官予備下士官、海軍予備工作兵曹長以下を工作科予備准士官予備下士官と称することができる |
|                          |                          | 兵科                     | 兵科                     | 兵科                     | 兵科                     | 兵科                     | 軍楽科                   | 看護科                   | 主計科                   | 技術科                   | 備考 必要に応じ海軍兵曹長以下を水兵科准士官下士官、海軍飛行兵曹長以下を飛行科准士官下士官、海軍整備兵曹長以下を整備科准士官下士官、海軍機関兵曹長以下を機関科准士官下士官、海軍工作兵曹長以下を工作科准士官下士官と称することができる |                        |                | 兵科             | 兵科                 | 兵科                 | 兵科                 | 兵科                 | 備考 必要に応じ海軍予備兵曹長以下を水兵科予備准士官予備下士官、海軍予備飛行兵曹長以下を飛行科予備准士官予備下士官、海軍予備整備兵曹長以下を整備科予備准士官予備下士官、海軍予備機関兵曹長以下を機関科予備准士官予備下士官、海軍予備工作兵曹長以下を工作科予備准士官予備下士官と称することができる |
|                          |                          |                          |                          |                          |                          |                          |                          |                          |                          |                          | |                        |                |                  |                      |                      |                      |                      | 備考 必要に応じ海軍予備兵曹長以下を水兵科予備准士官予備下士官、海軍予備飛行兵曹長以下を飛行科予備准士官予備下士官、海軍予備整備兵曹長以下を整備科予備准士官予備下士官、海軍予備機関兵曹長以下を機関科予備准士官予備下士官、海軍予備工作兵曹長以下を工作科予備准士官予備下士官と称することができる |
| 下士官                   | 上等下士官               | 海軍上等兵曹             | 海軍上等飛行兵曹         | 海軍上等整備兵曹         | 海軍上等機関兵曹         | 海軍上等工作兵曹         | 海軍上等軍楽兵曹         | 海軍上等衛生兵曹         | 海軍上等主計兵曹         | 海軍上等技術兵曹         | 備考 必要に応じ海軍兵曹長以下を水兵科准士官下士官、海軍飛行兵曹長以下を飛行科准士官下士官、海軍整備兵曹長以下を整備科准士官下士官、海軍機関兵曹長以下を機関科准士官下士官、海軍工作兵曹長以下を工作科准士官下士官と称することができる | 予備下士官             | 予備上等下士官 | 海軍予備上等兵曹 | 海軍予備上等飛行兵曹 | 海軍予備上等整備兵曹 | 海軍予備上等機関兵曹 | 海軍予備上等工作兵曹 | 備考 必要に応じ海軍予備兵曹長以下を水兵科予備准士官予備下士官、海軍予備飛行兵曹長以下を飛行科予備准士官予備下士官、海軍予備整備兵曹長以下を整備科予備准士官予備下士官、海軍予備機関兵曹長以下を機関科予備准士官予備下士官、海軍予備工作兵曹長以下を工作科予備准士官予備下士官と称することができる |
| 下士官                   | 一等下士官               | 海軍一等兵曹             | 海軍一等飛行兵曹         | 海軍一等整備兵曹         | 海軍一等機関兵曹         | 海軍一等工作兵曹         | 海軍一等軍楽兵曹         | 海軍一等衛生兵曹         | 海軍一等主計兵曹         | 海軍一等技術兵曹         | 備考 必要に応じ海軍兵曹長以下を水兵科准士官下士官、海軍飛行兵曹長以下を飛行科准士官下士官、海軍整備兵曹長以下を整備科准士官下士官、海軍機関兵曹長以下を機関科准士官下士官、海軍工作兵曹長以下を工作科准士官下士官と称することができる | 予備下士官             | 予備一等下士官 | 海軍予備一等兵曹 | 海軍予備一等飛行兵曹 | 海軍予備一等整備兵曹 | 海軍予備一等機関兵曹 | 海軍予備一等工作兵曹 | 備考 必要に応じ海軍予備兵曹長以下を水兵科予備准士官予備下士官、海軍予備飛行兵曹長以下を飛行科予備准士官予備下士官、海軍予備整備兵曹長以下を整備科予備准士官予備下士官、海軍予備機関兵曹長以下を機関科予備准士官予備下士官、海軍予備工作兵曹長以下を工作科予備准士官予備下士官と称することができる |
| 下士官                   | 二等下士官               | 海軍二等兵曹             | 海軍二等飛行兵曹         | 海軍二等整備兵曹         | 海軍二等機関兵曹         | 海軍二等工作兵曹         | 海軍二等軍楽兵曹         | 海軍二等衛生兵曹         | 海軍二等主計兵曹         | 海軍二等技術兵曹         | 備考 必要に応じ海軍兵曹長以下を水兵科准士官下士官、海軍飛行兵曹長以下を飛行科准士官下士官、海軍整備兵曹長以下を整備科准士官下士官、海軍機関兵曹長以下を機関科准士官下士官、海軍工作兵曹長以下を工作科准士官下士官と称することができる | 予備下士官             | 予備二等下士官 | 海軍予備二等兵曹 | 海軍予備二等飛行兵曹 | 海軍予備二等整備兵曹 | 海軍予備二等機関兵曹 | 海軍予備二等工作兵曹 | 備考 必要に応じ海軍予備兵曹長以下を水兵科予備准士官予備下士官、海軍予備飛行兵曹長以下を飛行科予備准士官予備下士官、海軍予備整備兵曹長以下を整備科予備准士官予備下士官、海軍予備機関兵曹長以下を機関科予備准士官予備下士官、海軍予備工作兵曹長以下を工作科予備准士官予備下士官と称することができる |

| 上欄                               | 下欄                               |
| ---------------------------------- | ---------------------------------- |
| 海軍一等（二等、三等）兵曹         | 海軍上等（一等、二等）兵曹         |
| 海軍一等（二等、三等）飛行兵曹     | 海軍上等（一等、二等）飛行兵曹     |
| 海軍一等（二等、三等）整備兵曹     | 海軍上等（一等、二等）整備兵曹     |
| 海軍一等（二等、三等）機関兵曹     | 海軍上等（一等、二等）機関兵曹     |
| 海軍一等（二等、三等）工作兵曹     | 海軍上等（一等、二等）工作兵曹     |
| 海軍一等（二等、三等）軍楽兵曹     | 海軍上等（一等、二等）軍楽兵曹     |
| 海軍一等（二等、三等）看護兵曹     | 海軍上等（一等、二等）衛生兵曹     |
| 海軍一等（二等、三等）主計兵曹     | 海軍上等（一等、二等）主計兵曹     |
| 海軍予備一等（二等、三等）兵曹     | 海軍予備上等（一等、二等）兵曹     |
| 海軍予備一等（二等、三等）飛行兵曹 | 海軍予備上等（一等、二等）飛行兵曹 |
| 海軍予備一等（二等、三等）整備兵曹 | 海軍予備上等（一等、二等）整備兵曹 |
| 海軍予備一等（二等、三等）機関兵曹 | 海軍予備上等（一等、二等）機関兵曹 |
| 海軍予備一等（二等、三等）工作兵曹 | 海軍予備上等（一等、二等）工作兵曹 |

| 一等（二等、三等）下士官 | 予備一等（二等、三等）下士官 |
| 上等（一等、二等）下士官 | 予備上等（一等、二等）下士官 |

| 二等 | 海軍上等下士官 | 海軍予備上等下士官 |
| 三等 | 海軍一等下士官 | 海軍予備一等下士官 |
| 四等 | 海軍二等下士官 | 海軍予備二等下士官 |

1942年（昭和17年）12月2日の海軍特修兵令改正により、特別技術に暗号術及び気象術を加え、暗号術・気象術及び今まで特に名称を設けていなかった看護術の特修兵の名称をそれぞれ掌暗号兵・掌気象兵及び掌看護兵とした。
1943年（昭和18年）5月1日の海軍特修兵令改正により、特別技術に水測術及び電測術を加え、水測術及び電測術の特修兵の名称をそれぞれ掌水測兵及び掌電測兵とした。
1943年（昭和18年）7月1日勅令第560号により海軍武官官階表等を改正し、予備員の官名から予備の名称を削り、附則により改正勅令施行の際現に附則第2項の表の上欄に掲げる官に在る者は別に辞令を用いずに予備員である各その相当の下欄に掲げる官に任ぜられたものとし、従前の法令の中で附則第2項の表の上欄に掲げる官に関する規定は予備員である各その相当の下欄に掲げる官にこれを適用し、附則第2項の規定により予備員である海軍二等飛行兵曹又は海軍二等整備兵曹となる者については、改正規定に拘らず当分の内その間に置かれたものとした。
| 予備員                 | 予備員         | 予備員       | 予備員           | 予備員           | 予備員           | 予備員           | 備考 必要に応じ海軍兵曹長以下を水兵科予備准士官予備下士官、海軍飛行兵曹長以下を飛行科予備准士官予備下士官、海軍整備兵曹長以下を整備科予備准士官予備下士官、海軍機関兵曹長以下を機関科予備准士官予備下士官、海軍工作兵曹長以下を工作科予備准士官予備下士官と称することができる |
| 予備准士官・予備下士官 |                |              |                  |                  |                  |                  | 備考 必要に応じ海軍兵曹長以下を水兵科予備准士官予備下士官、海軍飛行兵曹長以下を飛行科予備准士官予備下士官、海軍整備兵曹長以下を整備科予備准士官予備下士官、海軍機関兵曹長以下を機関科予備准士官予備下士官、海軍工作兵曹長以下を工作科予備准士官予備下士官と称することができる |
|                        |                | 兵科         |                  |                  |                  |                  | 備考 必要に応じ海軍兵曹長以下を水兵科予備准士官予備下士官、海軍飛行兵曹長以下を飛行科予備准士官予備下士官、海軍整備兵曹長以下を整備科予備准士官予備下士官、海軍機関兵曹長以下を機関科予備准士官予備下士官、海軍工作兵曹長以下を工作科予備准士官予備下士官と称することができる |
|                        |                |              |                  |                  |                  |                  | 備考 必要に応じ海軍兵曹長以下を水兵科予備准士官予備下士官、海軍飛行兵曹長以下を飛行科予備准士官予備下士官、海軍整備兵曹長以下を整備科予備准士官予備下士官、海軍機関兵曹長以下を機関科予備准士官予備下士官、海軍工作兵曹長以下を工作科予備准士官予備下士官と称することができる |
| 予備下士官             | 予備上等下士官 | 海軍上等兵曹 | 海軍上等飛行兵曹 | 海軍上等整備兵曹 | 海軍上等機関兵曹 | 海軍上等工作兵曹 | 備考 必要に応じ海軍兵曹長以下を水兵科予備准士官予備下士官、海軍飛行兵曹長以下を飛行科予備准士官予備下士官、海軍整備兵曹長以下を整備科予備准士官予備下士官、海軍機関兵曹長以下を機関科予備准士官予備下士官、海軍工作兵曹長以下を工作科予備准士官予備下士官と称することができる |
| 予備下士官             | 予備一等下士官 | 海軍一等兵曹 | 海軍一等飛行兵曹 | 海軍一等整備兵曹 | 海軍一等機関兵曹 | 海軍一等工作兵曹 | 備考 必要に応じ海軍兵曹長以下を水兵科予備准士官予備下士官、海軍飛行兵曹長以下を飛行科予備准士官予備下士官、海軍整備兵曹長以下を整備科予備准士官予備下士官、海軍機関兵曹長以下を機関科予備准士官予備下士官、海軍工作兵曹長以下を工作科予備准士官予備下士官と称することができる |
| 予備下士官             | 予備二等下士官 | 海軍二等兵曹 |                  |                  | 海軍二等機関兵曹 | 海軍二等工作兵曹 | 備考 必要に応じ海軍兵曹長以下を水兵科予備准士官予備下士官、海軍飛行兵曹長以下を飛行科予備准士官予備下士官、海軍整備兵曹長以下を整備科予備准士官予備下士官、海軍機関兵曹長以下を機関科予備准士官予備下士官、海軍工作兵曹長以下を工作科予備准士官予備下士官と称することができる |

| 海軍予備上等（一等、二等）兵曹 | 海軍予備上等（一等、二等）飛行兵曹 | 海軍予備上等（一等、二等）整備兵曹 | 海軍予備上等（一等、二等）機関兵曹 | 海軍予備上等（一等、二等）工作兵曹 |
| 海軍上等（一等、二等）兵曹     | 海軍上等（一等、二等）飛行兵曹     | 海軍上等（一等、二等）整備兵曹     | 海軍上等（一等、二等）機関兵曹     | 海軍上等（一等、二等）工作兵曹     |

1944年（昭和19年）4月1日に海軍特修兵令改正し、特別技術に潜航術を加え、潜航術の特修兵の名称を掌潜航兵とした。
1944年（昭和19年）8月26日の海軍特修兵令改正により、特別技術の航空兵器術及び整備術の名称をそれぞれ兵器整備術及び飛行機整備術に改め、特別技術に特攻術を加え、特攻術の特修兵の名称を掌特攻兵とした。
1945年（昭和20年）5月15日に昭和20年勅令第272号を施行して海軍武官官階表等を改正し、特務士官以下の技術科の次に「法務科」を加え、海軍監獄看守・海軍警査等を法務科の武官・兵に転換させた。
このとき海軍特修兵令を改正して特別技術に法務術を加え、法務術を修めた下士官兵の名称を掌法務兵とした。
| 特務士官・准士官・下士官 | 特務士官・准士官・下士官 | 特務士官・准士官・下士官 | 特務士官・准士官・下士官 |
| ------------------------ | ------------------------ | ------------------------ | ------------------------ |
|                          |                          | 技術科                   | 法務科                   |
|                          |                          |                          |                          |
| 下士官                   | 上等下士官               | 海軍上等技術兵曹         | 海軍上等法務兵曹         |
| 下士官                   | 一等下士官               | 海軍一等技術兵曹         | 海軍一等法務兵曹         |
| 下士官                   | 二等下士官               | 海軍二等技術兵曹         | 海軍二等法務兵曹         |

### 昭和21年海軍武官廃止
1946年（昭和21年）6月15日勅令第322号により海軍武官分限令等を廃止する勅令を定め、これにより海軍武官の官階を廃止し、ただし附則により廃止勅令施行の際現に海軍に属し復員していない者に関しては、旧令は廃止勅令施行後もその者の復員するまでなおその効力を有するとした。
1947年（昭和22年）政令第52号によりポツダム宣言の受諾に伴い発する命令に関する件に基き陸軍刑法を廃止する等を実施し、これにより海軍武官の官階は消滅し、附則により廃止政令施行の際現に陸海軍に属し復員していない者は、その者の復員するまで、従前の業務に相当する未復員者としての業務に秩序を保って従事するものとした。
| 特務士官・准士官・下士官 | 特務士官・准士官・下士官 | 特務士官・准士官・下士官 | 特務士官・准士官・下士官 | 特務士官・准士官・下士官 | 特務士官・准士官・下士官 | 特務士官・准士官・下士官 | 特務士官・准士官・下士官 | 特務士官・准士官・下士官 | 特務士官・准士官・下士官 | 特務士官・准士官・下士官 | 特務士官・准士官・下士官 | 備考 必要に応じ海軍兵曹長以下を水兵科准士官下士官、海軍飛行兵曹長以下を飛行科准士官下士官、海軍整備兵曹長以下を整備科准士官下士官、海軍機関兵曹長以下を機関科准士官下士官、海軍工作兵曹長以下を工作科准士官下士官と称することができる | 予備員                 | 予備員         | 予備員       | 予備員           | 予備員           | 予備員           | 予備員           | 予備員 | 予備員 | 予備員 | 備考 必要に応じ海軍兵曹長以下を水兵科予備准士官予備下士官、海軍飛行兵曹長以下を飛行科予備准士官予備下士官、海軍整備兵曹長以下を整備科予備准士官予備下士官、海軍機関兵曹長以下を機関科予備准士官予備下士官、海軍工作兵曹長以下を工作科予備准士官予備下士官と称することができる |
| 特務士官・准士官・下士官 | 特務士官・准士官・下士官 | 特務士官・准士官・下士官 | 特務士官・准士官・下士官 | 特務士官・准士官・下士官 | 特務士官・准士官・下士官 | 特務士官・准士官・下士官 | 特務士官・准士官・下士官 | 特務士官・准士官・下士官 | 特務士官・准士官・下士官 | 特務士官・准士官・下士官 | 特務士官・准士官・下士官 | 備考 必要に応じ海軍兵曹長以下を水兵科准士官下士官、海軍飛行兵曹長以下を飛行科准士官下士官、海軍整備兵曹長以下を整備科准士官下士官、海軍機関兵曹長以下を機関科准士官下士官、海軍工作兵曹長以下を工作科准士官下士官と称することができる | 予備准士官・予備下士官 |                |              |                  |                  |                  |                  |        |        |        | 備考 必要に応じ海軍兵曹長以下を水兵科予備准士官予備下士官、海軍飛行兵曹長以下を飛行科予備准士官予備下士官、海軍整備兵曹長以下を整備科予備准士官予備下士官、海軍機関兵曹長以下を機関科予備准士官予備下士官、海軍工作兵曹長以下を工作科予備准士官予備下士官と称することができる |
|                          |                          | 兵科                     | 兵科                     | 兵科                     | 兵科                     | 兵科                     | 軍楽科                   | 看護科                   | 主計科                   | 技術科                   | 法務科                   | 備考 必要に応じ海軍兵曹長以下を水兵科准士官下士官、海軍飛行兵曹長以下を飛行科准士官下士官、海軍整備兵曹長以下を整備科准士官下士官、海軍機関兵曹長以下を機関科准士官下士官、海軍工作兵曹長以下を工作科准士官下士官と称することができる |                        |                | 兵科         | 兵科             | 兵科             | 兵科             | 兵科             |        |        |        | 備考 必要に応じ海軍兵曹長以下を水兵科予備准士官予備下士官、海軍飛行兵曹長以下を飛行科予備准士官予備下士官、海軍整備兵曹長以下を整備科予備准士官予備下士官、海軍機関兵曹長以下を機関科予備准士官予備下士官、海軍工作兵曹長以下を工作科予備准士官予備下士官と称することができる |
|                          |                          |                          |                          |                          |                          |                          |                          |                          |                          |                          |                          | |                        |                |              |                  |                  |                  |                  |        |        |        | 備考 必要に応じ海軍兵曹長以下を水兵科予備准士官予備下士官、海軍飛行兵曹長以下を飛行科予備准士官予備下士官、海軍整備兵曹長以下を整備科予備准士官予備下士官、海軍機関兵曹長以下を機関科予備准士官予備下士官、海軍工作兵曹長以下を工作科予備准士官予備下士官と称することができる |
| 下士官                   | 上等下士官               | 海軍上等兵曹             | 海軍上等飛行兵曹         | 海軍上等整備兵曹         | 海軍上等機関兵曹         | 海軍上等工作兵曹         | 海軍上等軍楽兵曹         | 海軍上等衛生兵曹         | 海軍上等主計兵曹         | 海軍上等技術兵曹         | 海軍上等法務兵曹         | 備考 必要に応じ海軍兵曹長以下を水兵科准士官下士官、海軍飛行兵曹長以下を飛行科准士官下士官、海軍整備兵曹長以下を整備科准士官下士官、海軍機関兵曹長以下を機関科准士官下士官、海軍工作兵曹長以下を工作科准士官下士官と称することができる | 予備下士官             | 予備上等下士官 | 海軍上等兵曹 | 海軍上等飛行兵曹 | 海軍上等整備兵曹 | 海軍上等機関兵曹 | 海軍上等工作兵曹 |        |        |        | 備考 必要に応じ海軍兵曹長以下を水兵科予備准士官予備下士官、海軍飛行兵曹長以下を飛行科予備准士官予備下士官、海軍整備兵曹長以下を整備科予備准士官予備下士官、海軍機関兵曹長以下を機関科予備准士官予備下士官、海軍工作兵曹長以下を工作科予備准士官予備下士官と称することができる |
| 下士官                   | 一等下士官               | 海軍一等兵曹             | 海軍一等飛行兵曹         | 海軍一等整備兵曹         | 海軍一等機関兵曹         | 海軍一等工作兵曹         | 海軍一等軍楽兵曹         | 海軍一等衛生兵曹         | 海軍一等主計兵曹         | 海軍一等技術兵曹         | 海軍一等法務兵曹         | 備考 必要に応じ海軍兵曹長以下を水兵科准士官下士官、海軍飛行兵曹長以下を飛行科准士官下士官、海軍整備兵曹長以下を整備科准士官下士官、海軍機関兵曹長以下を機関科准士官下士官、海軍工作兵曹長以下を工作科准士官下士官と称することができる | 予備下士官             | 予備一等下士官 | 海軍一等兵曹 | 海軍一等飛行兵曹 | 海軍一等整備兵曹 | 海軍一等機関兵曹 | 海軍一等工作兵曹 |        |        |        | 備考 必要に応じ海軍兵曹長以下を水兵科予備准士官予備下士官、海軍飛行兵曹長以下を飛行科予備准士官予備下士官、海軍整備兵曹長以下を整備科予備准士官予備下士官、海軍機関兵曹長以下を機関科予備准士官予備下士官、海軍工作兵曹長以下を工作科予備准士官予備下士官と称することができる |
| 下士官                   | 二等下士官               | 海軍二等兵曹             | 海軍二等飛行兵曹         | 海軍二等整備兵曹         | 海軍二等機関兵曹         | 海軍二等工作兵曹         | 海軍二等軍楽兵曹         | 海軍二等衛生兵曹         | 海軍二等主計兵曹         | 海軍二等技術兵曹         | 海軍二等法務兵曹         | 備考 必要に応じ海軍兵曹長以下を水兵科准士官下士官、海軍飛行兵曹長以下を飛行科准士官下士官、海軍整備兵曹長以下を整備科准士官下士官、海軍機関兵曹長以下を機関科准士官下士官、海軍工作兵曹長以下を工作科准士官下士官と称することができる | 予備下士官             | 予備二等下士官 | 海軍二等兵曹 |                  |                  | 海軍二等機関兵曹 | 海軍二等工作兵曹 |        |        |        | 備考 必要に応じ海軍兵曹長以下を水兵科予備准士官予備下士官、海軍飛行兵曹長以下を飛行科予備准士官予備下士官、海軍整備兵曹長以下を整備科予備准士官予備下士官、海軍機関兵曹長以下を機関科予備准士官予備下士官、海軍工作兵曹長以下を工作科予備准士官予備下士官と称することができる |

### 個々の階級について
以下は1942年（昭和17年）の官名改定後の呼称に基づいた記載である。
- 上等兵曹（じょうとうへいそう）・・・・略称は上曹。陸軍の曹長に相当する。兵曹長（准士官）の下、一等兵曹の上。判任官二等。上等下士官。
- 一等兵曹（いっとうへいそう）・・・・略称は一曹。陸軍の軍曹に相当する。上等兵曹の下、二等兵曹の上。判任官三等。一等下士官。
- 二等兵曹（にとうへいそう）・・・・略称は二曹。陸軍の伍長に相当する。一等兵曹の下、兵長の上。判任官四等。二等下士官。

### 英訳
昭和9年の「昭和九年官房第一三五号別冊 海軍庁衙及官職名等ノ英仏訳」によれば、次の通り定められていた。
兵曹長は准海尉、一等兵曹は一等海曹、二等兵曹は二等海曹、三等兵曹は三等海曹の英訳にそれぞれ合致する。
- 兵科
  - 兵曹長：Warrant Officer
  - 一等兵曹：Petty Officer, 1st Class
  - 二等兵曹：Petty Officer, 2nd Class
  - 三等兵曹：Petty Officer, 3rd Class
- 航空科
  - 航空兵曹長：Flight Warrant Officer
  - 一等航空兵曹：Flight Petty Officer, 1st Class
  - （二等航空兵曹・三等航空兵曹はそれぞれ2nd / 3rdになる。以下他兵科も同じ。）
- 機関科
  - 機関兵曹長：Warrant Mechanician
  - 一等機関兵曹：Stoker Petty Officer, 1st Class
- 軍楽科
  - 軍楽兵曹長：Warrant Bandmaster
  - 一等軍楽兵曹：Musician Petty Officer, 1st Class
- 看護科
  - 看護兵曹長：Warrant Wardmaster
  - 一等看護兵曹：Sick-berth Steward, 1st Class
- 主計科
  - 主計兵曹長：Warrant Writer
  - 一等主計兵曹：Writer, 1st Class